# 고추 소스

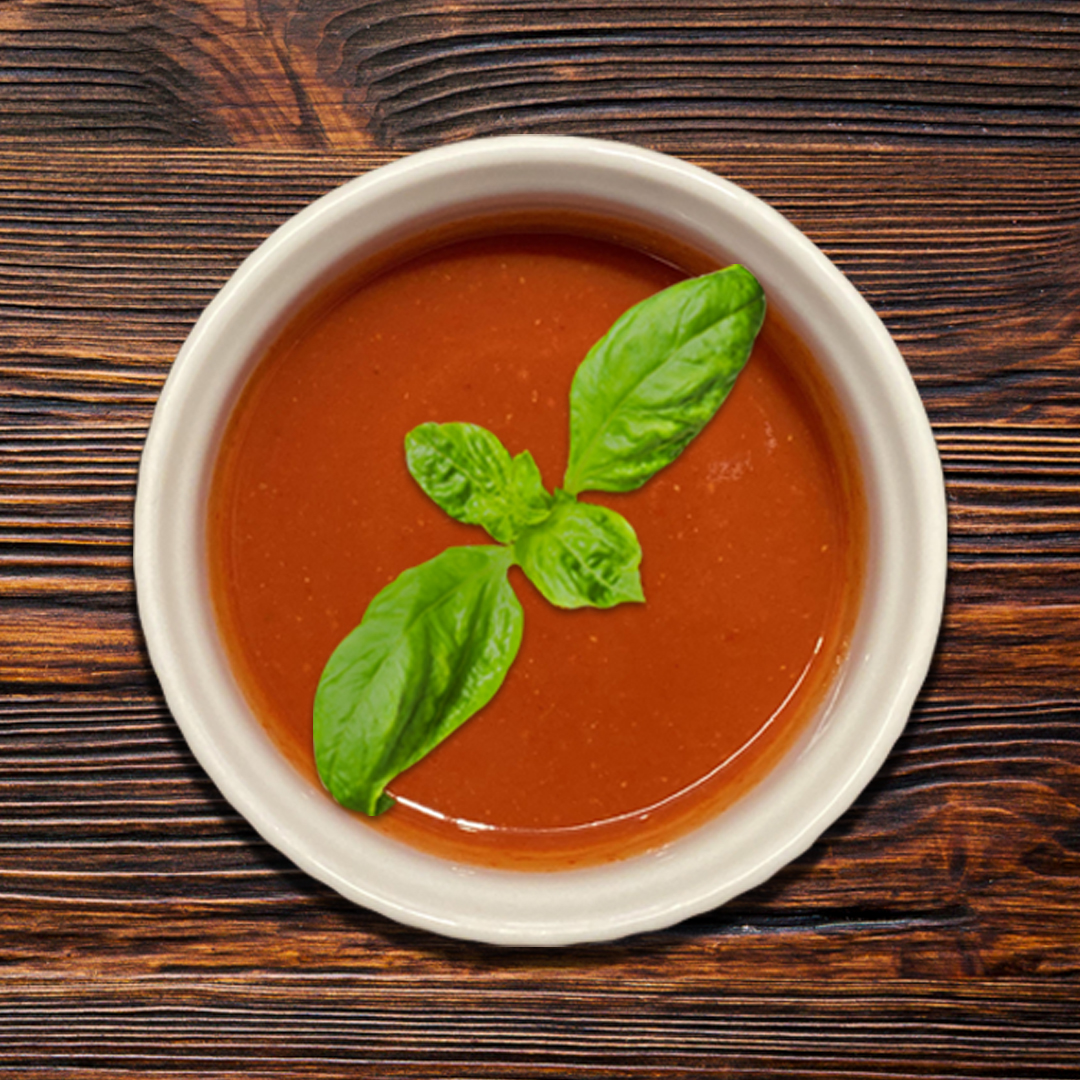
바질 잎을 얹은 고추 소스

고추 소스(--sauce)는 고추가 주재료인 소스이다. 영어에서는 핫소스처럼 묽은 액체 제형인 것을 "고추 소스(chili saue 칠리 소스[*]), 고추장처럼 페이스트 제형인 것을 "고추 페이스트(chili paste 칠리 페이스트[*])"로 구분해 부르기도 한다.

## 종류

### 한국

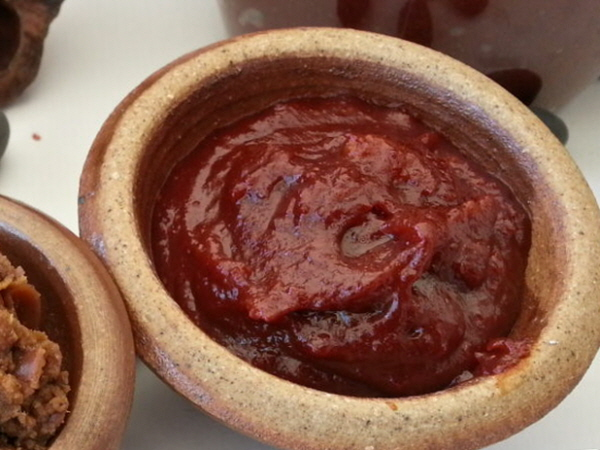
고추장
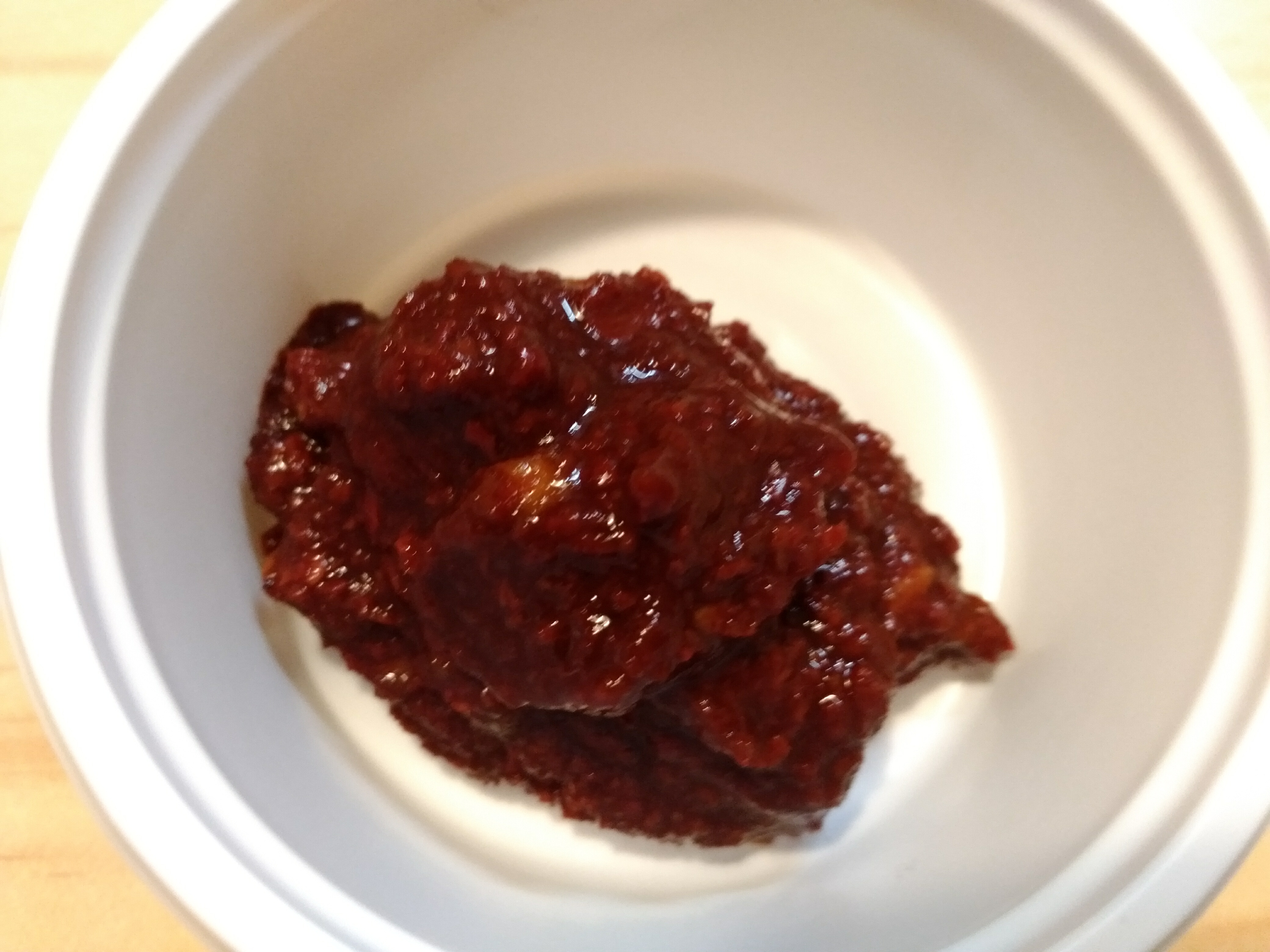
다대기
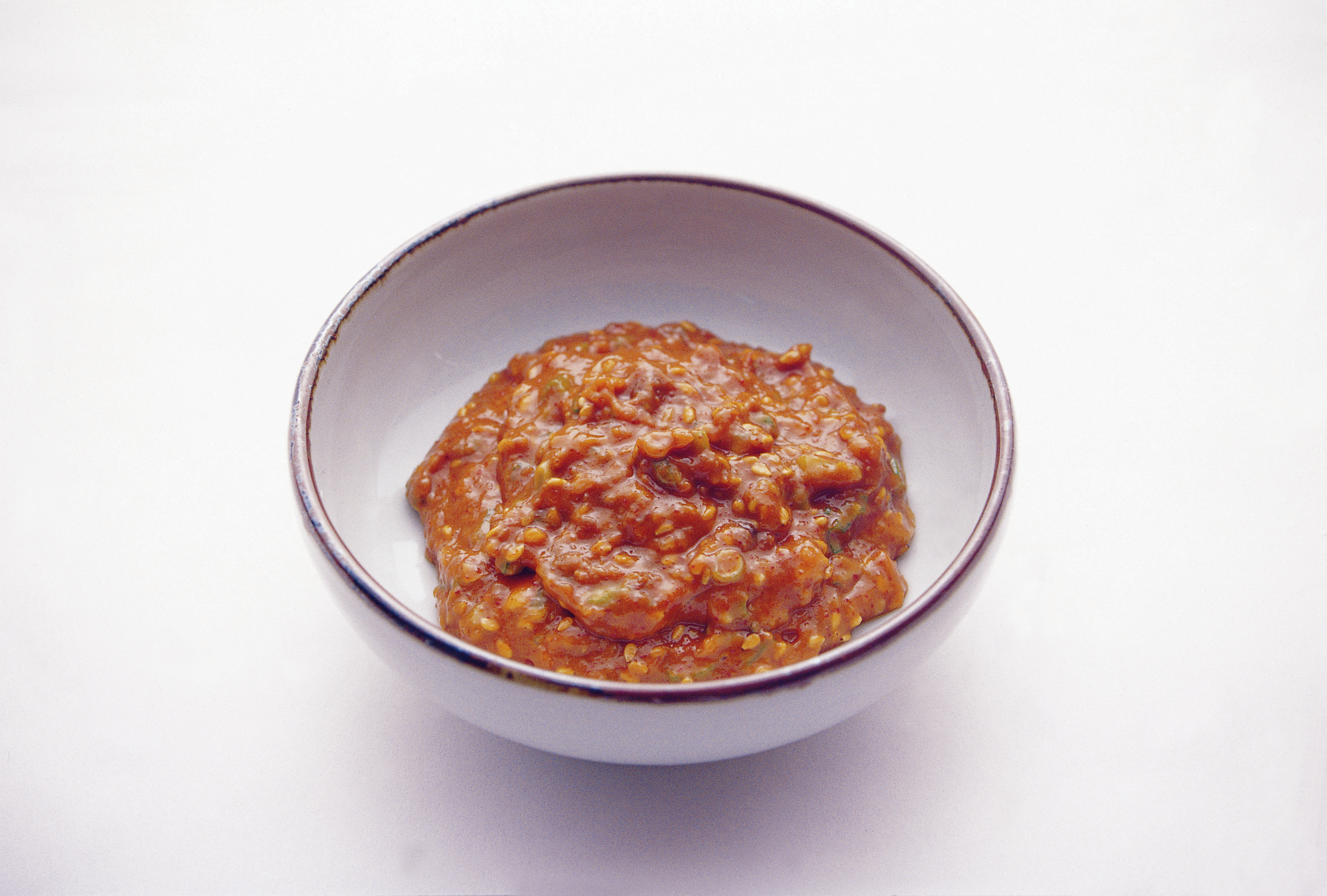
쌈장

### 동아시아

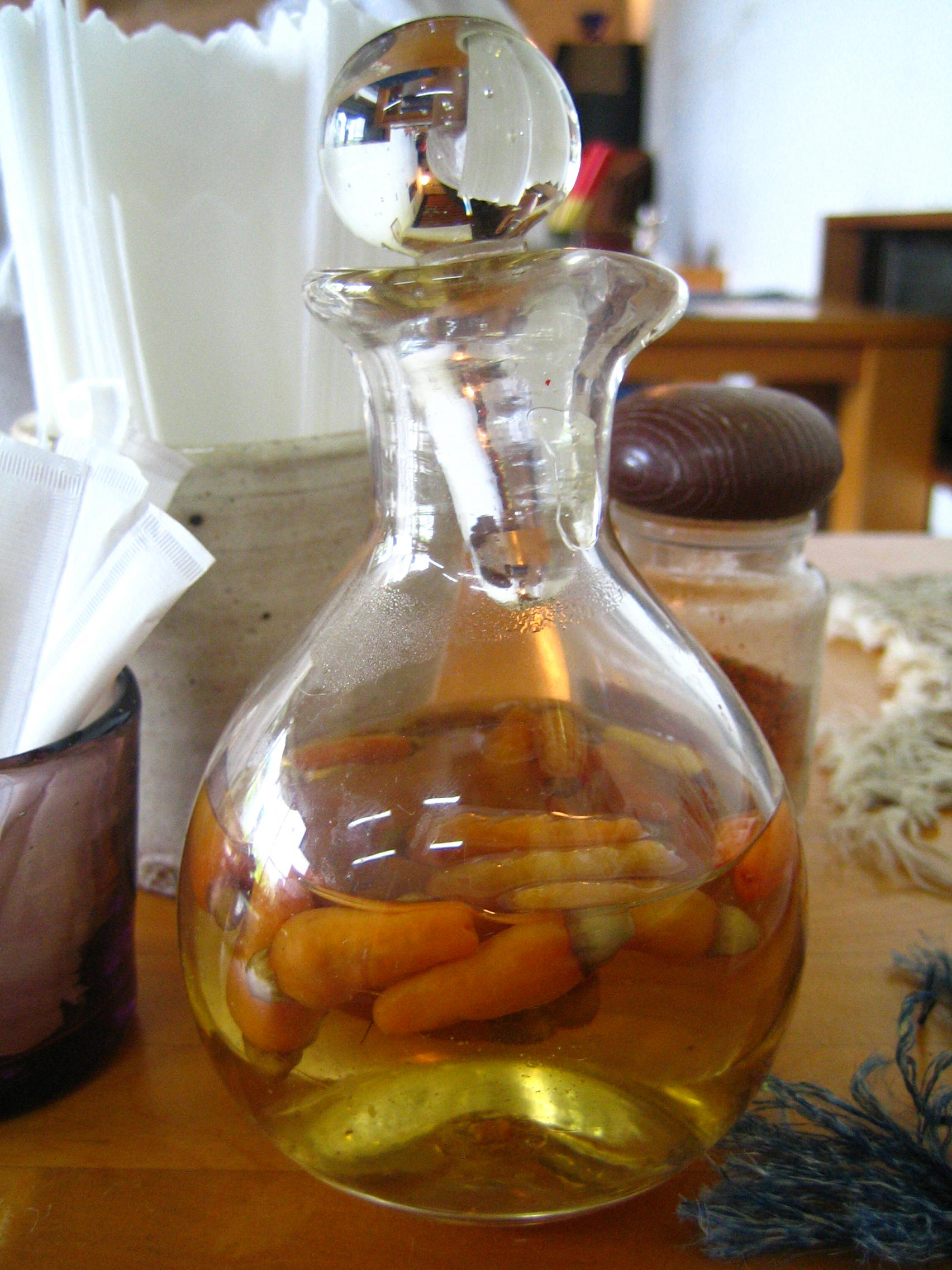
고레구스 (일본)
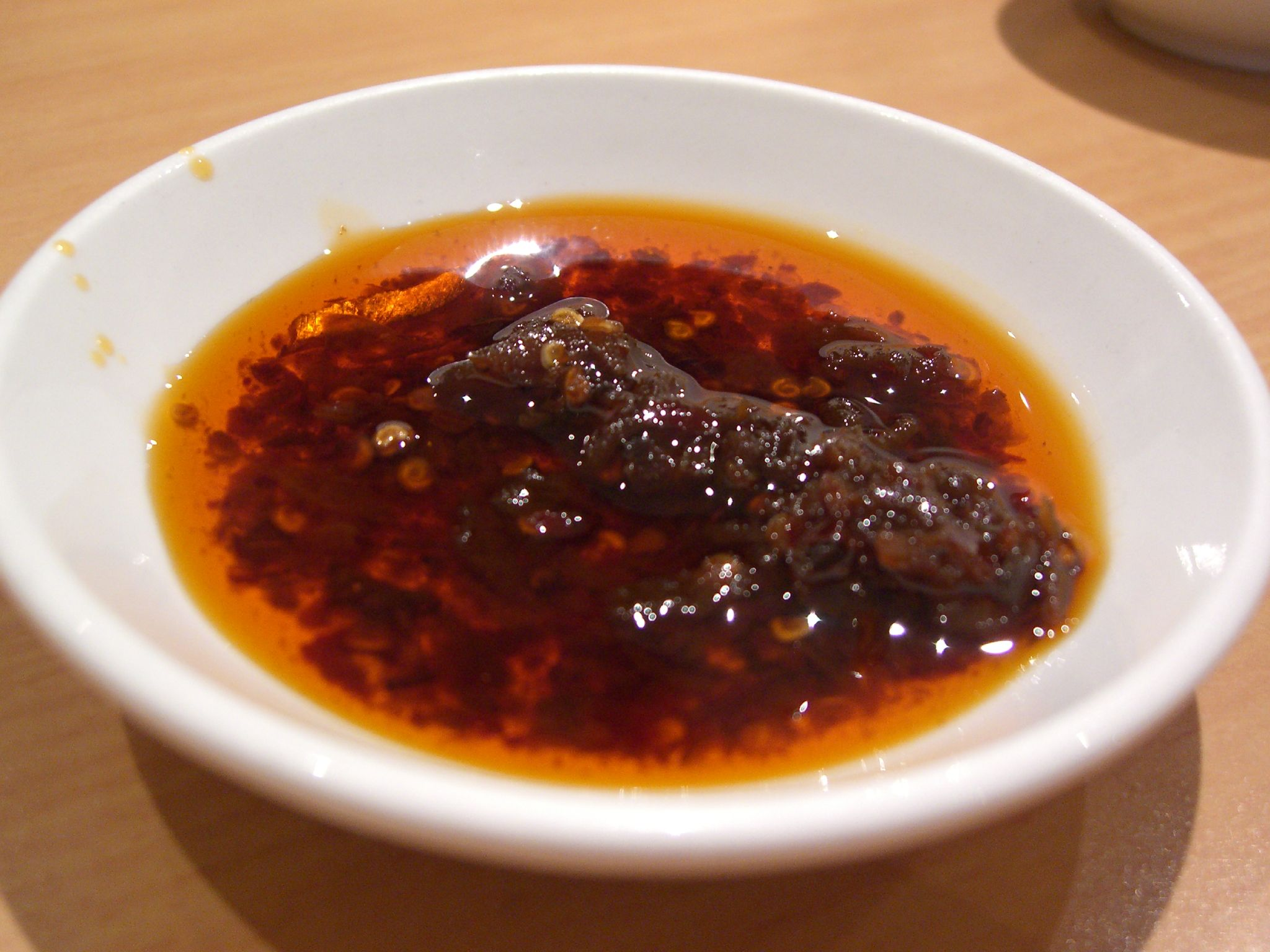
고추기름 (동아시아)
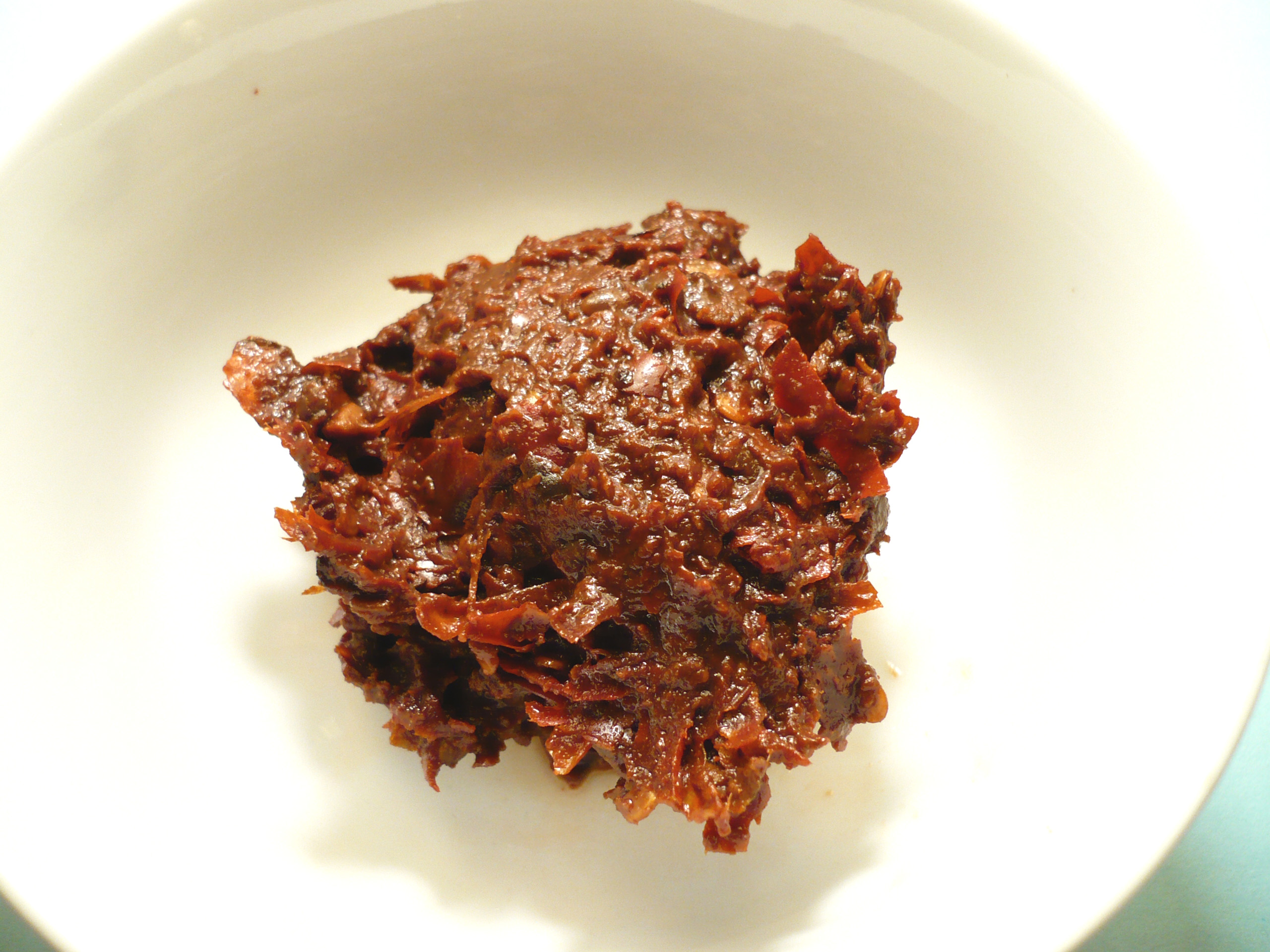
더우반장 (중국)
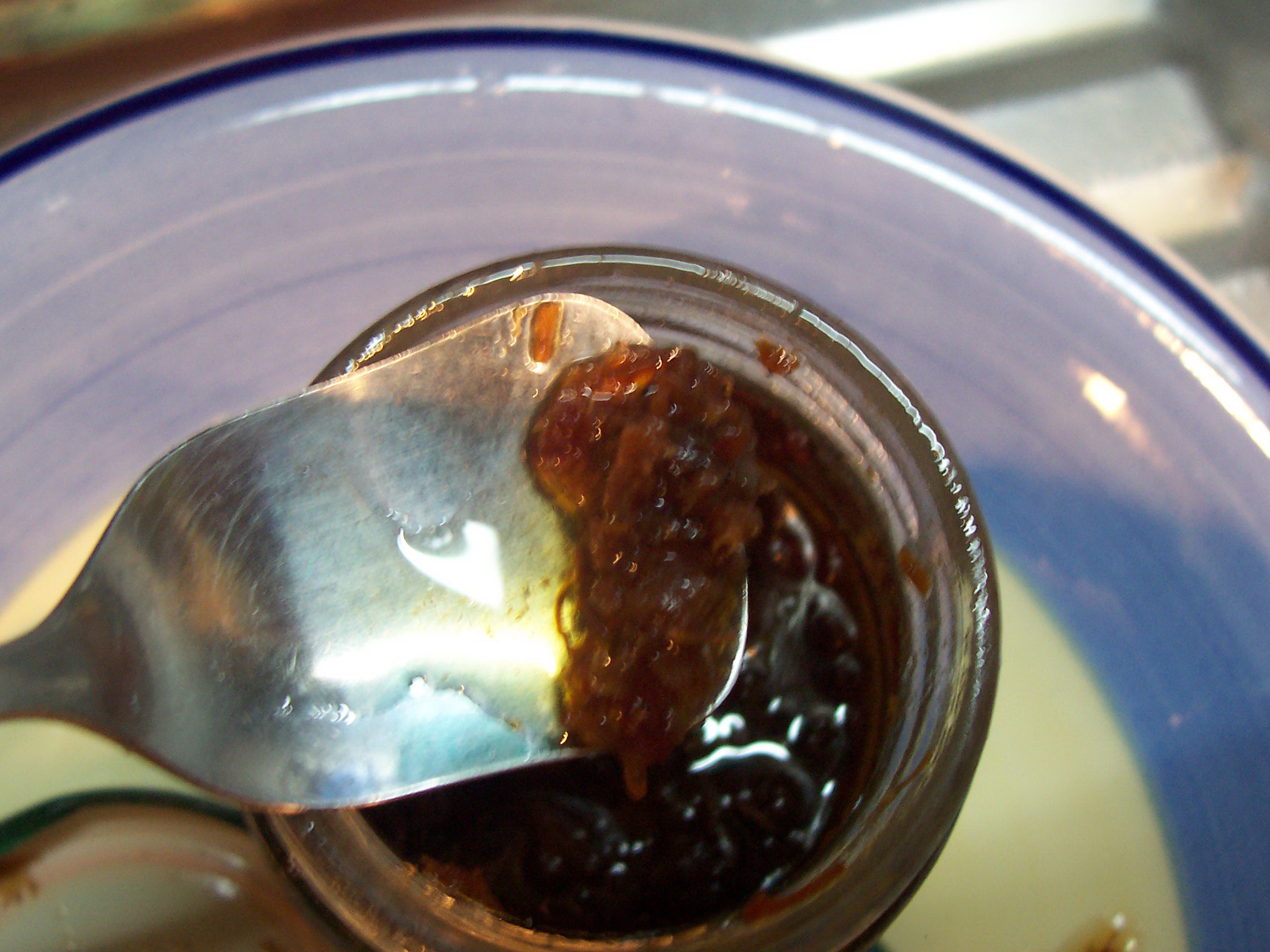
XO장 (홍콩)
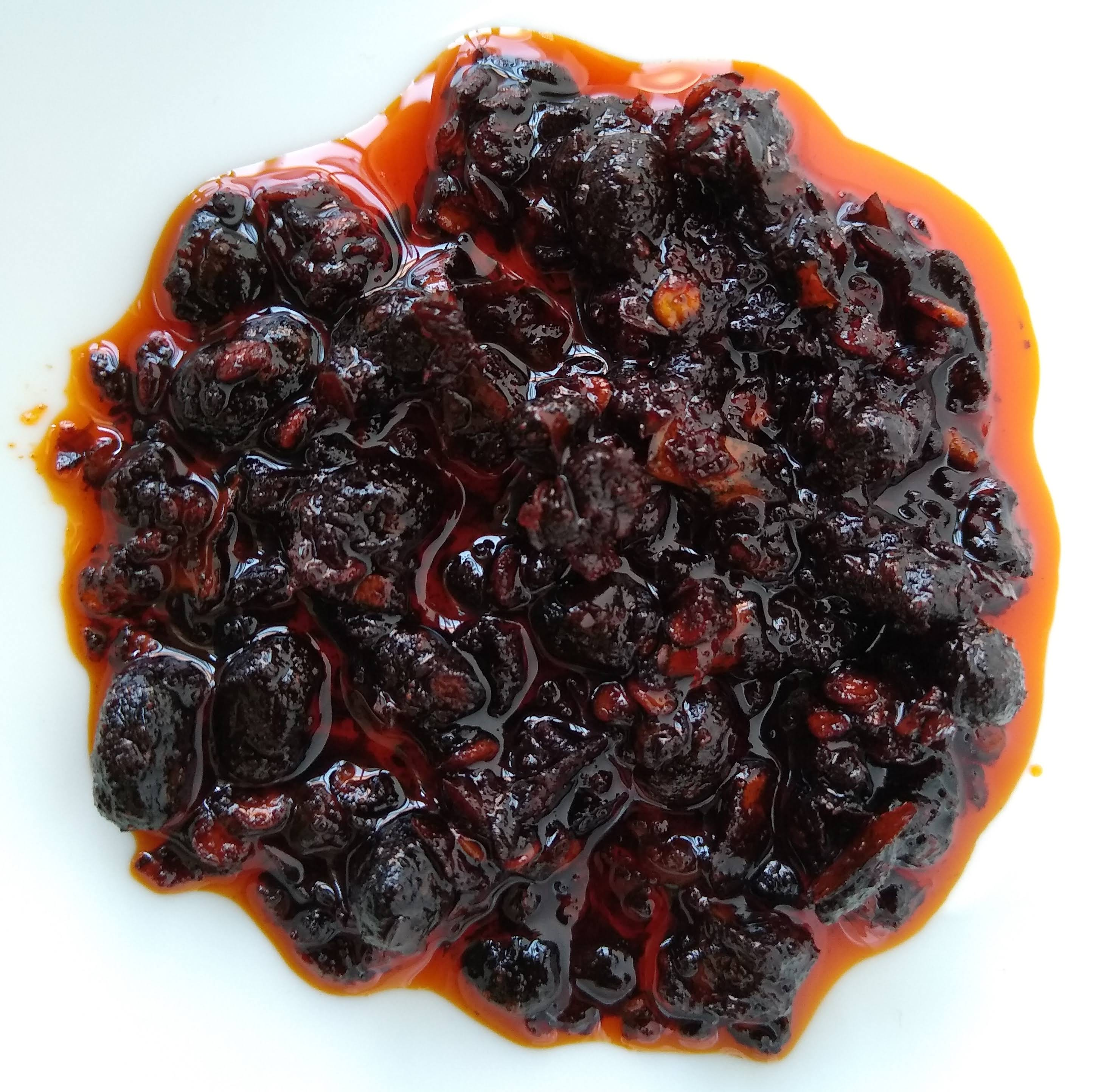
유라자오 (중국)
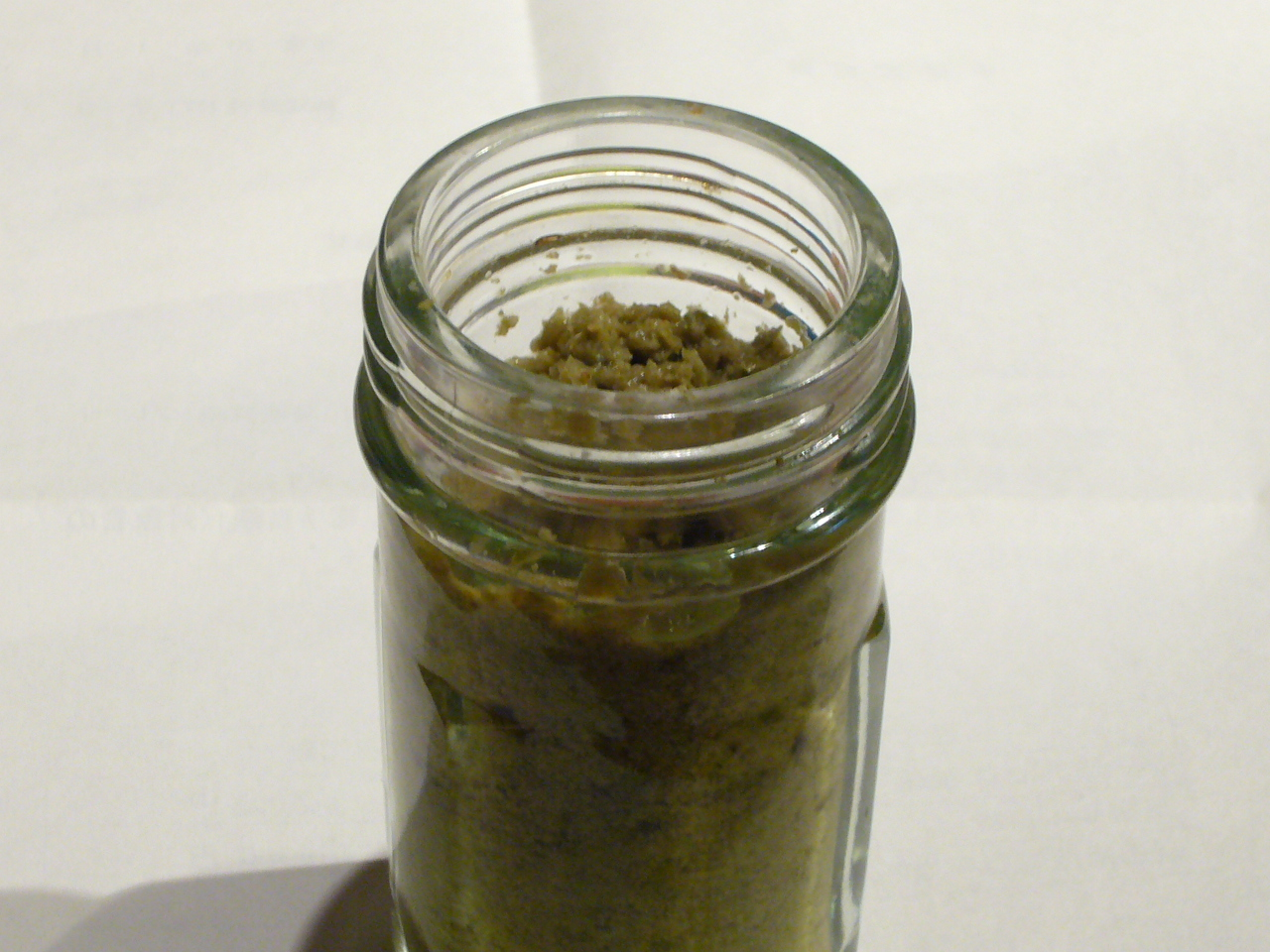
유즈코쇼 (일본)
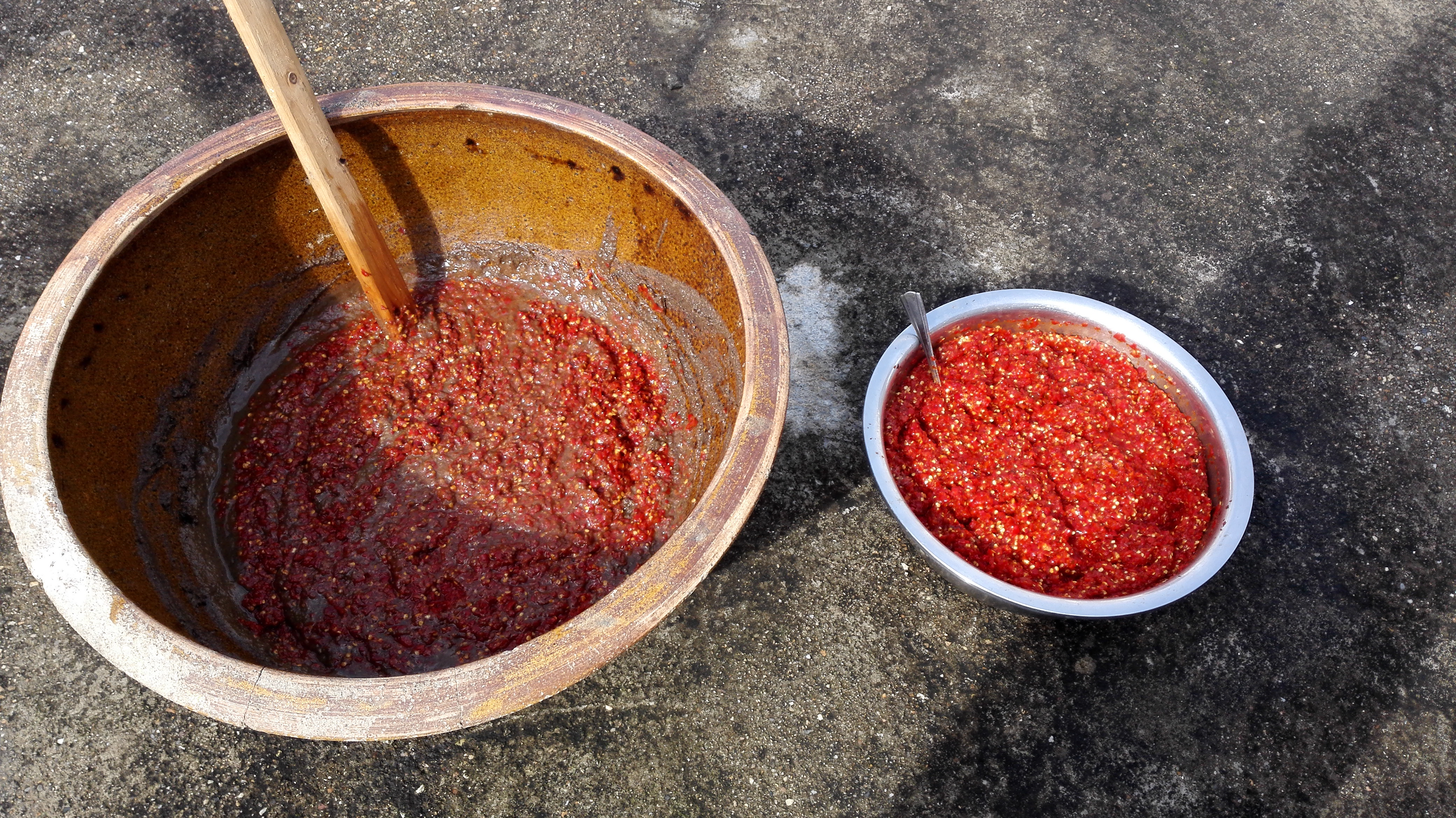
융펑 라장 (중국)

### 동남아시아

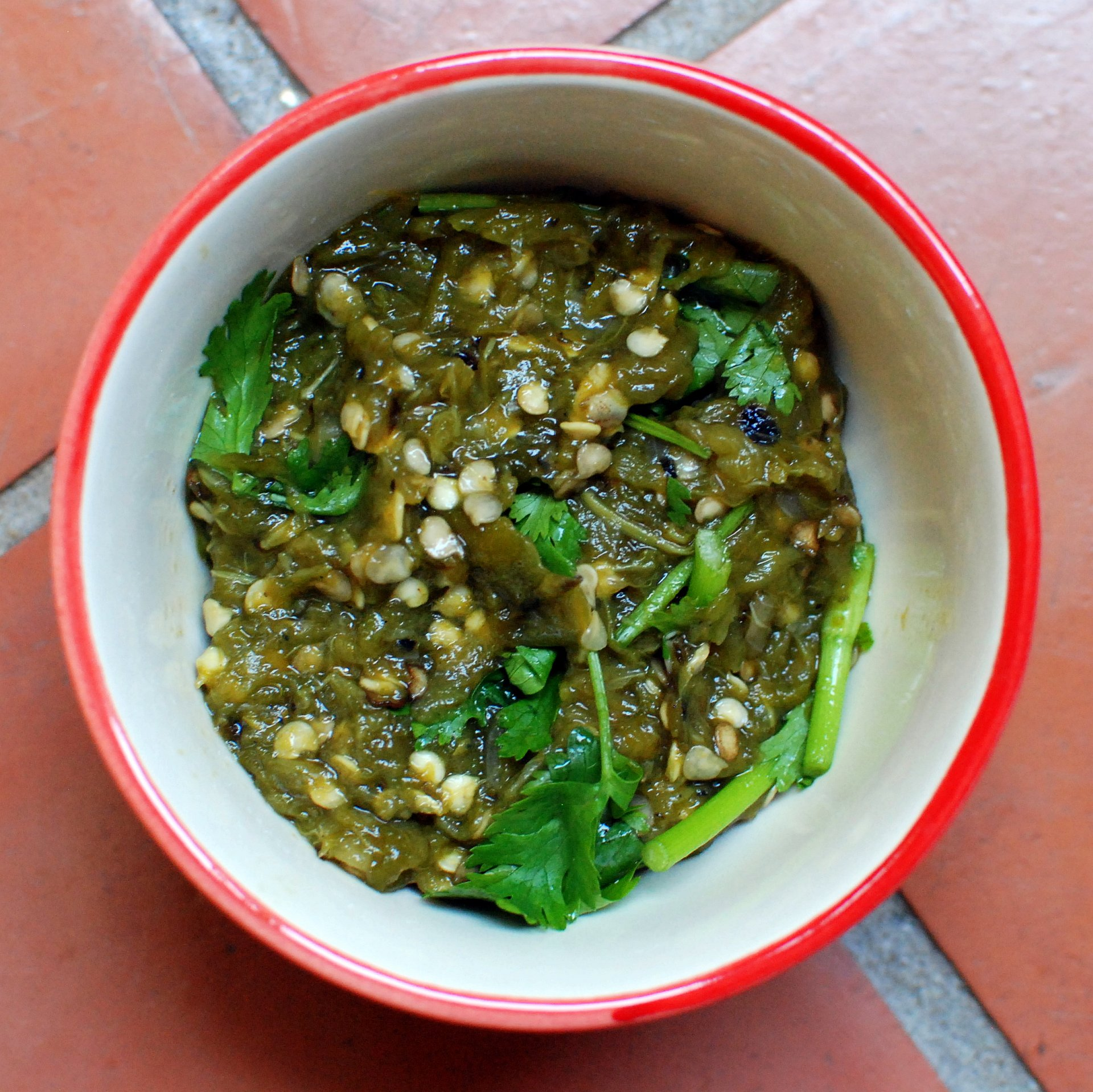
남 프릭 (태국)
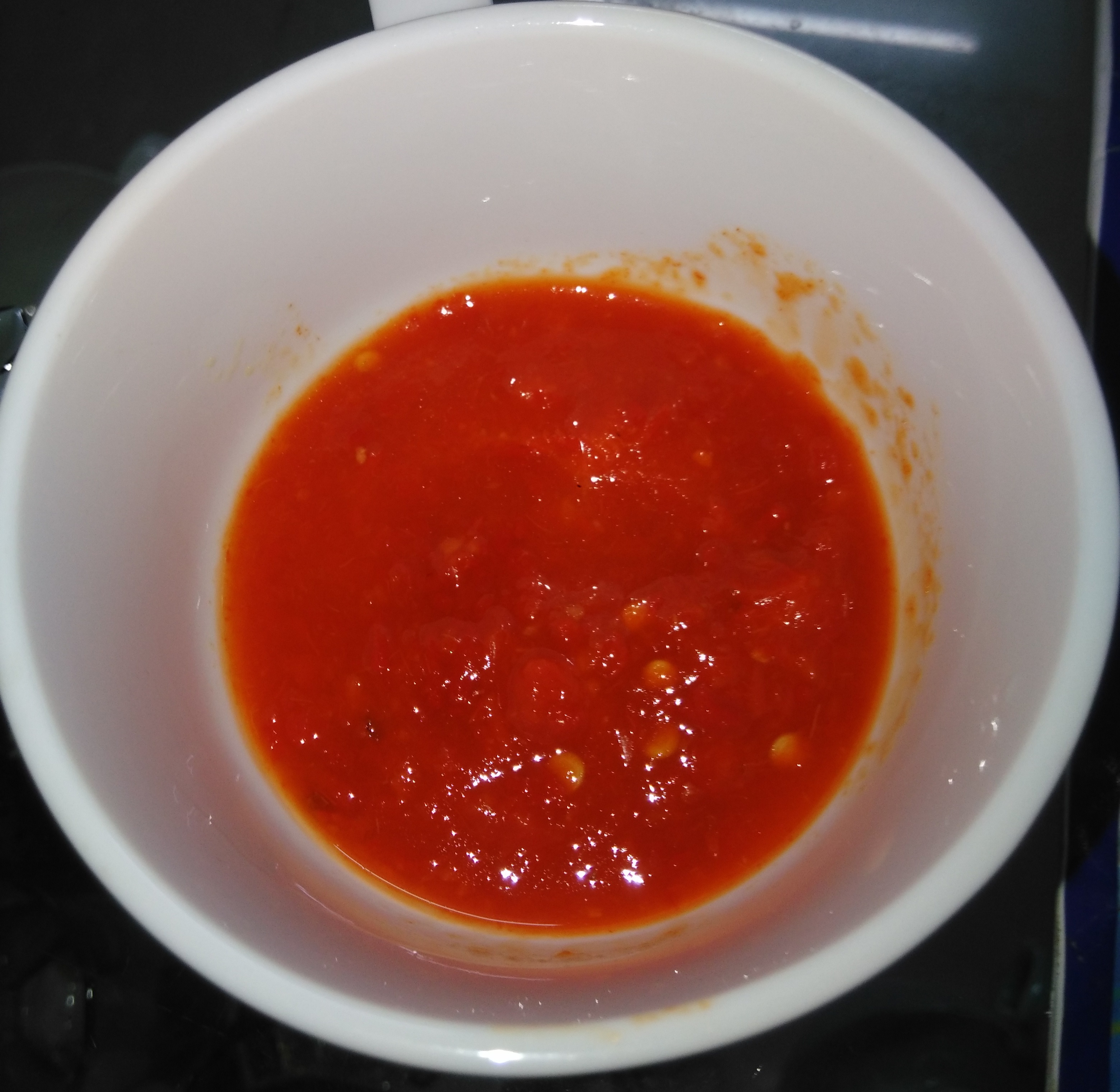
뜨엉 엇 (베트남)
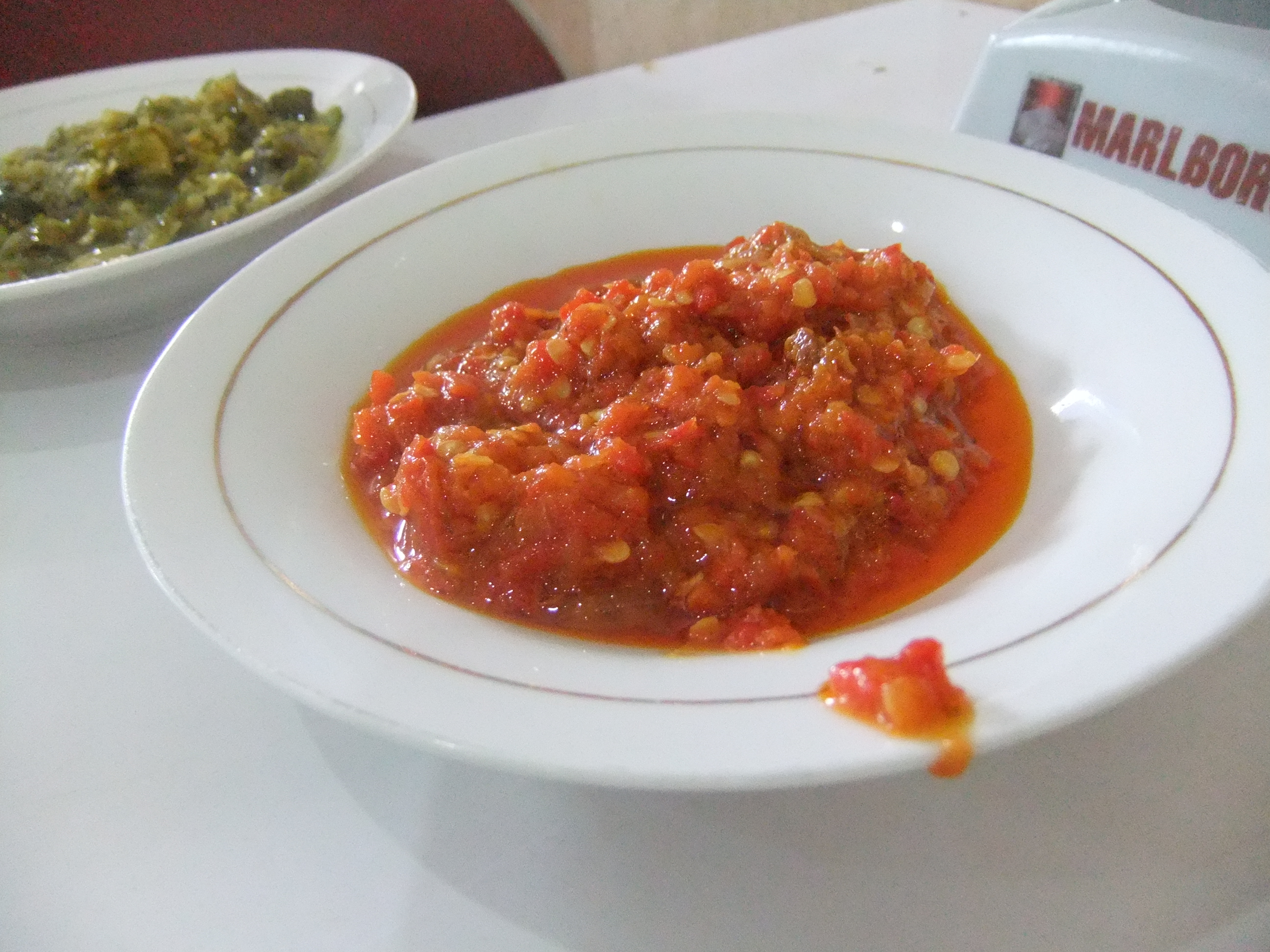
삼발 (인도네시아)
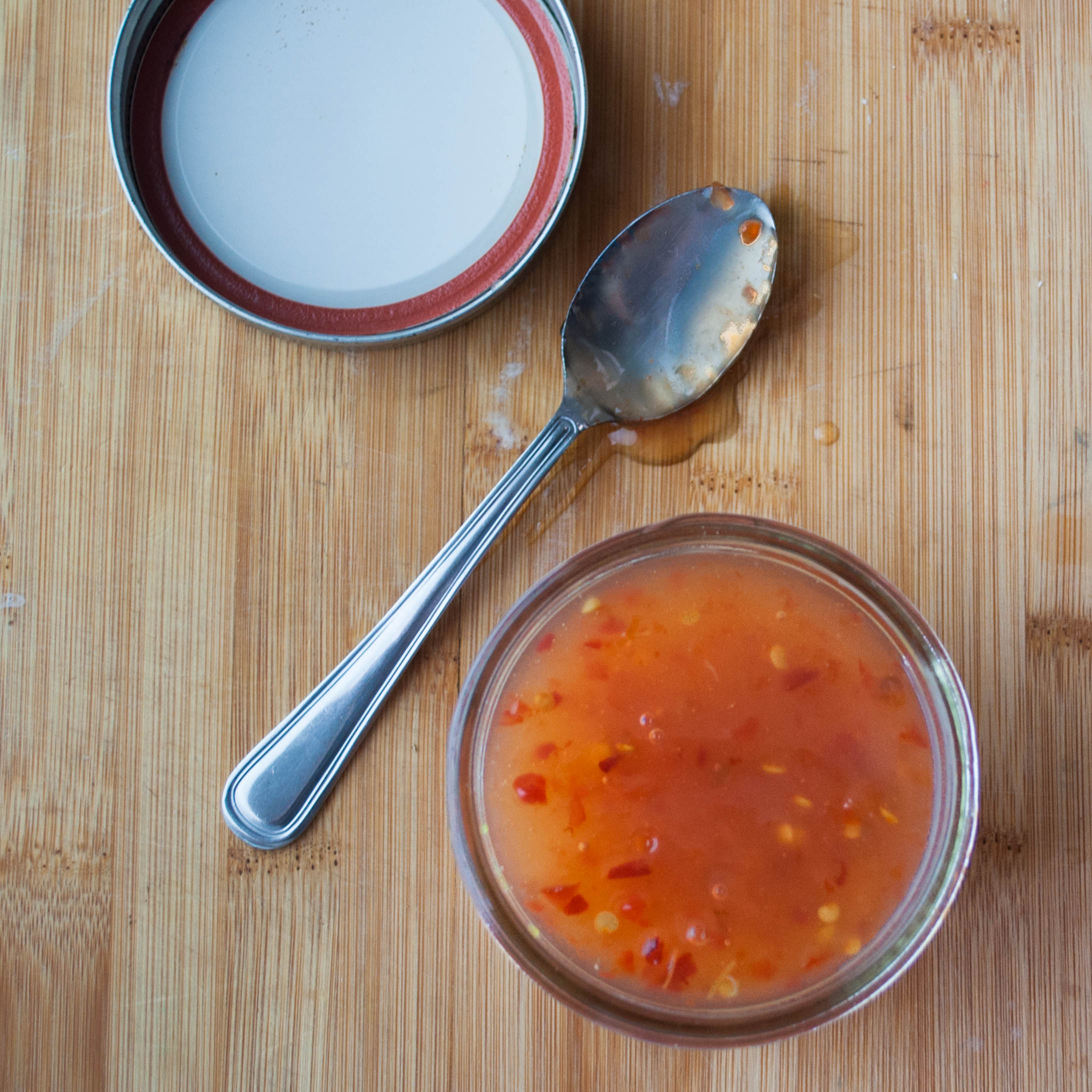
스위트 칠리 소스 (태국)
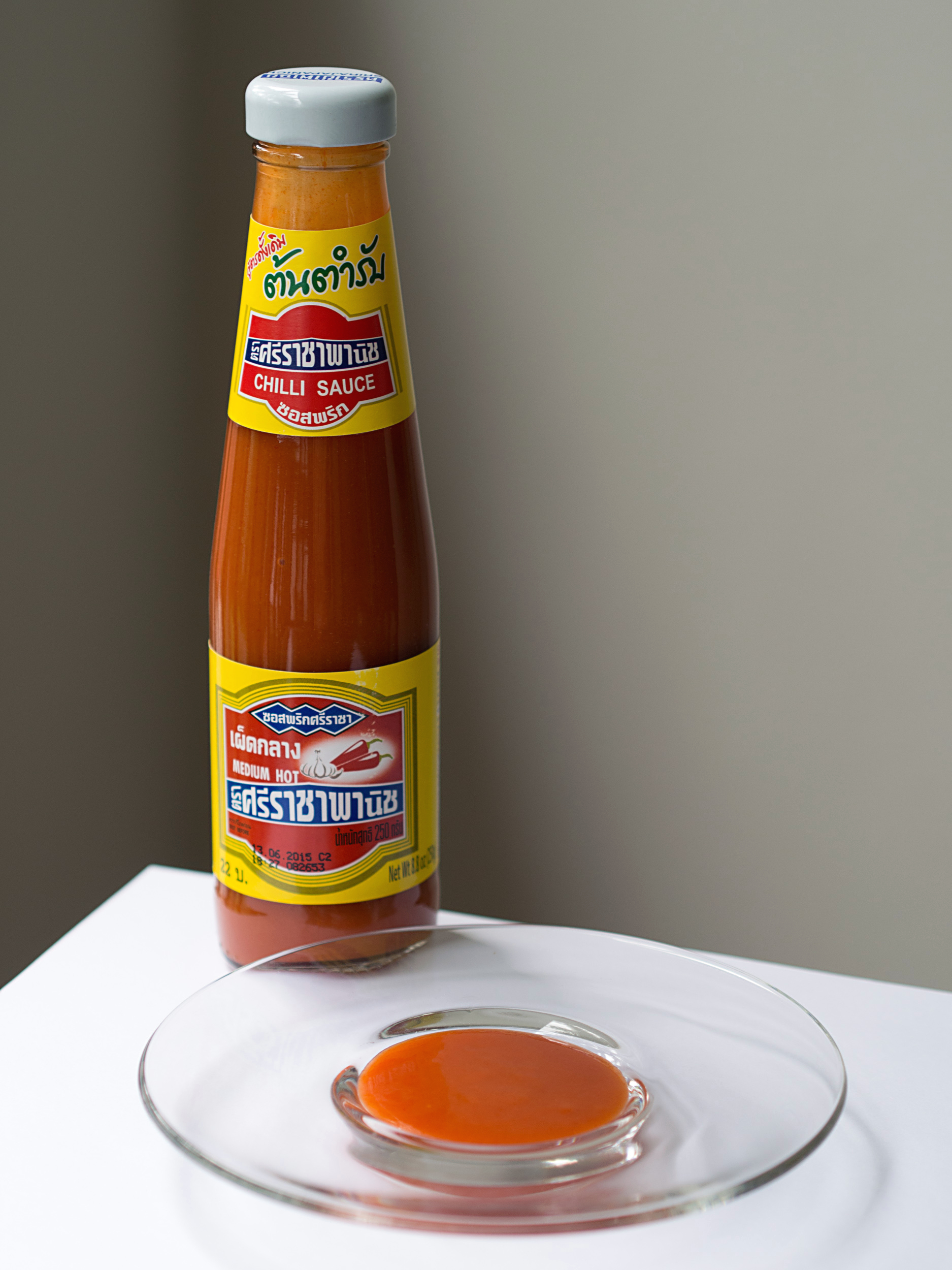
시라차 소스 (태국)
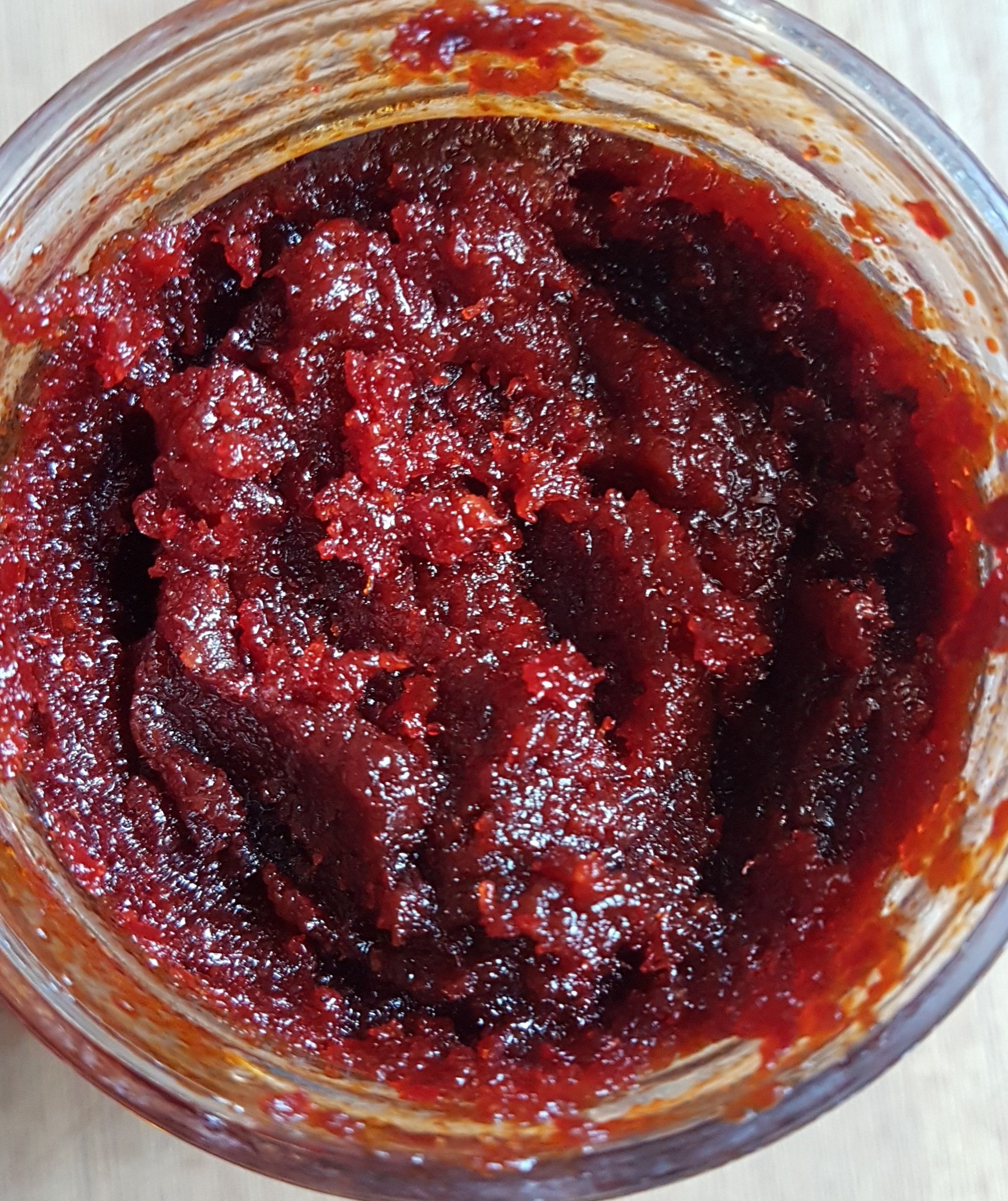
째우 봉 (라오스)

### 서아시아·북아프리카

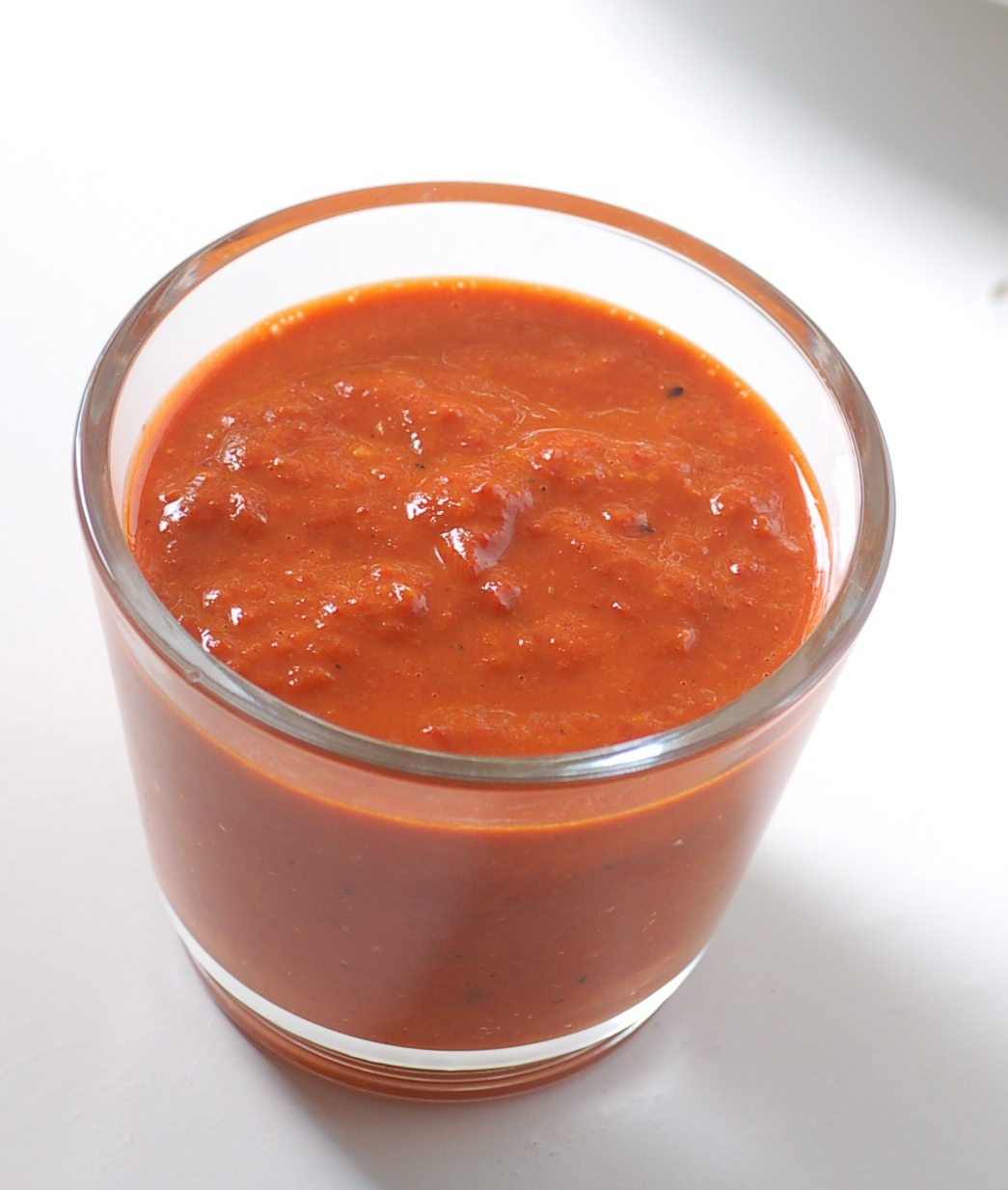
모호 (카나리아제도)
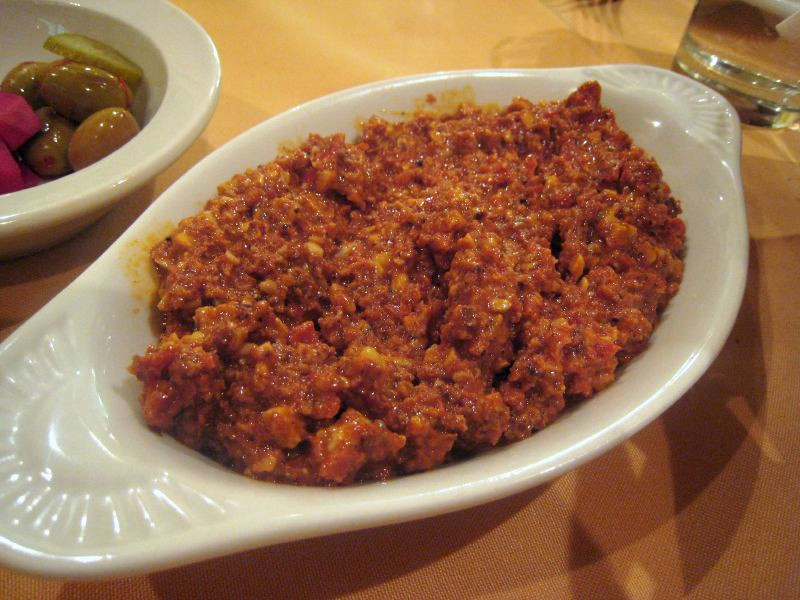
무함마라 (시리아)
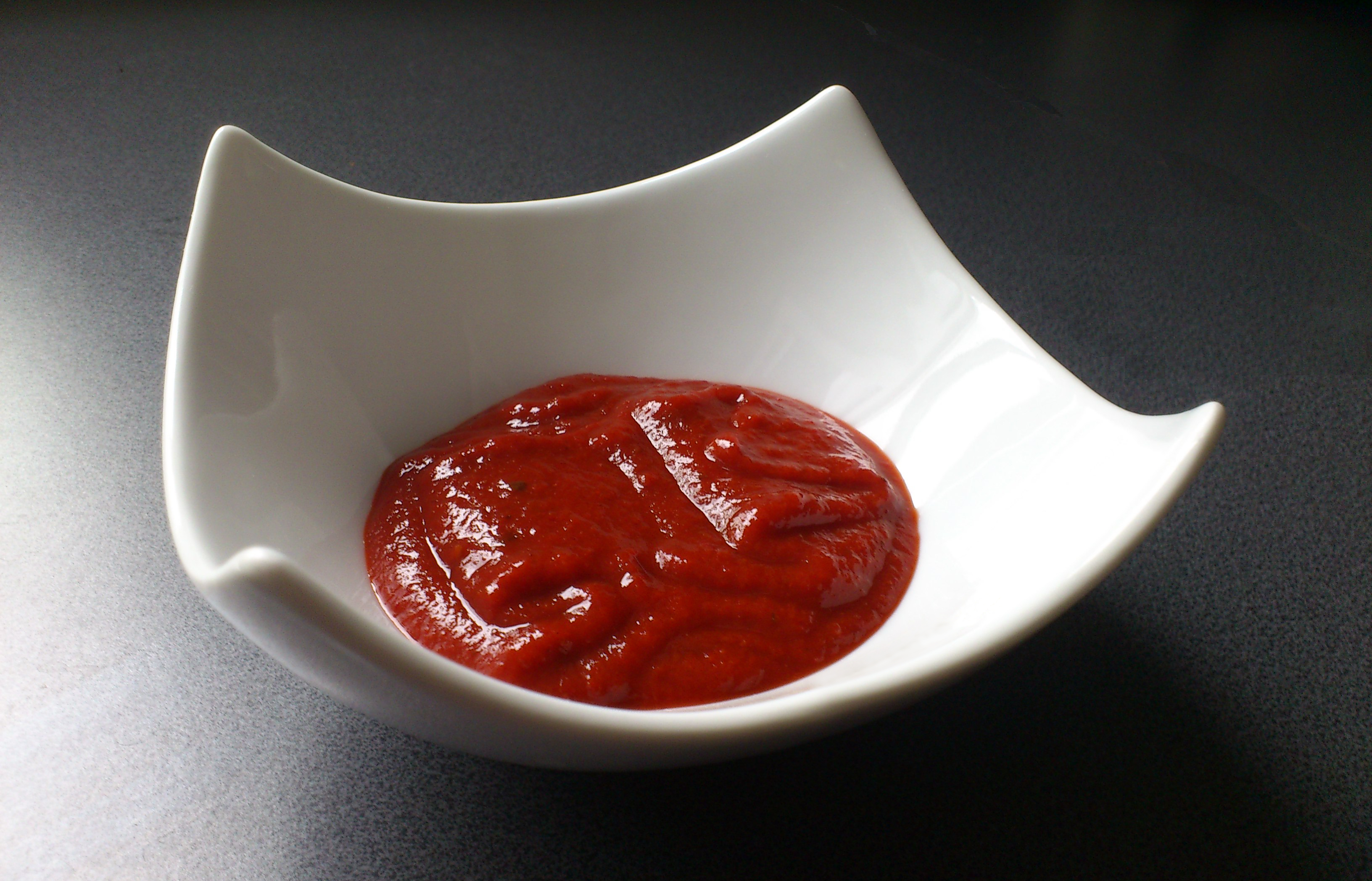
비베르 살차스 (터키)
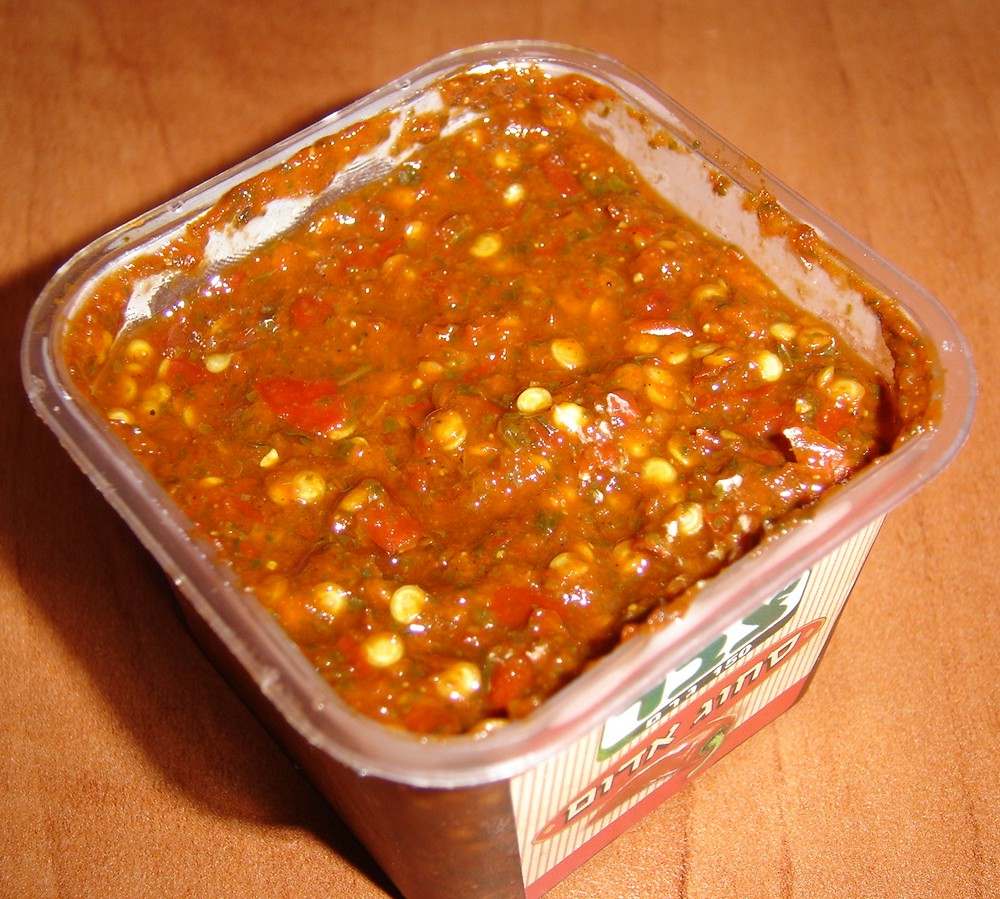
사하위끄 (예멘)
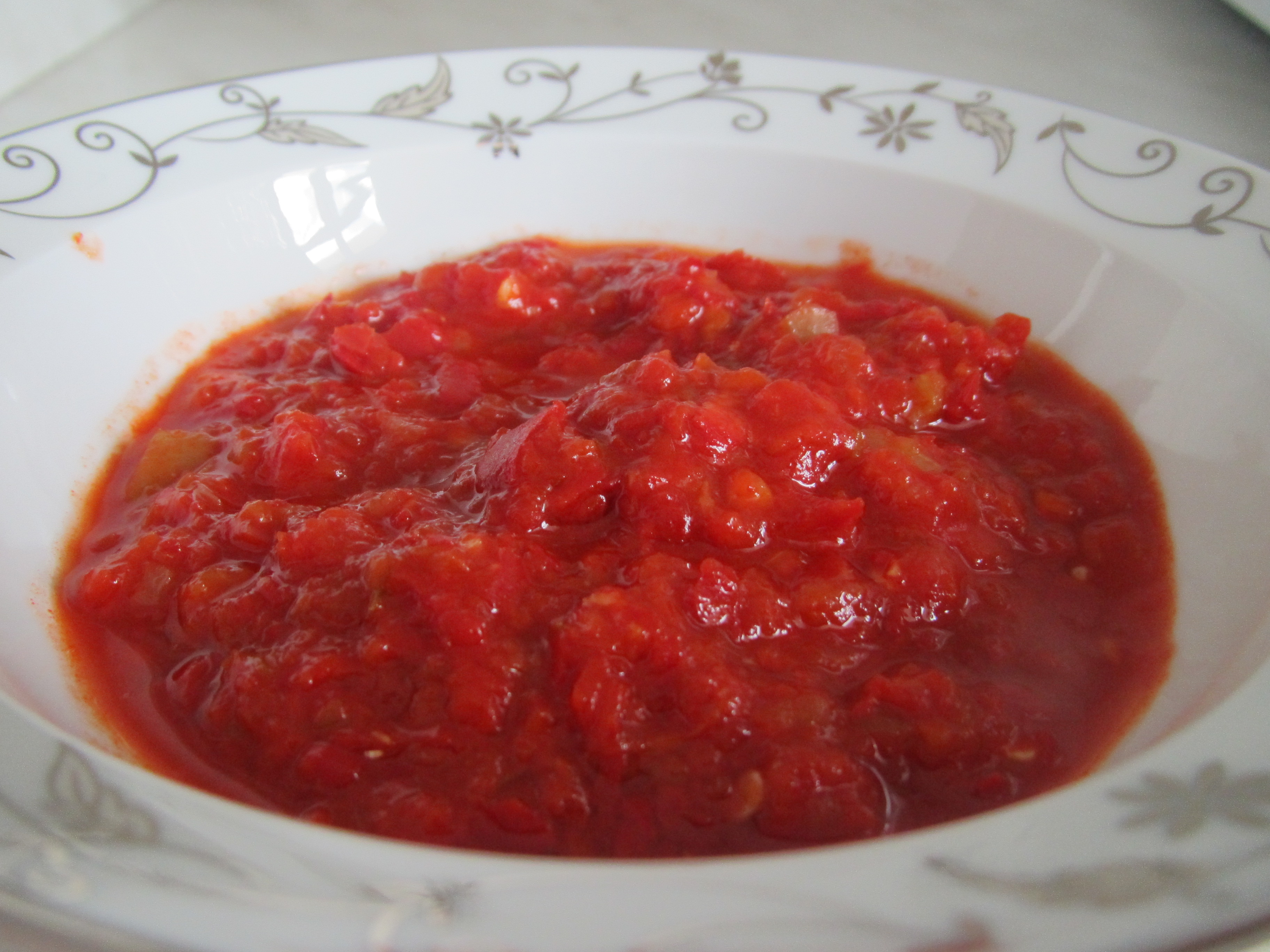
아지카 (조지아)
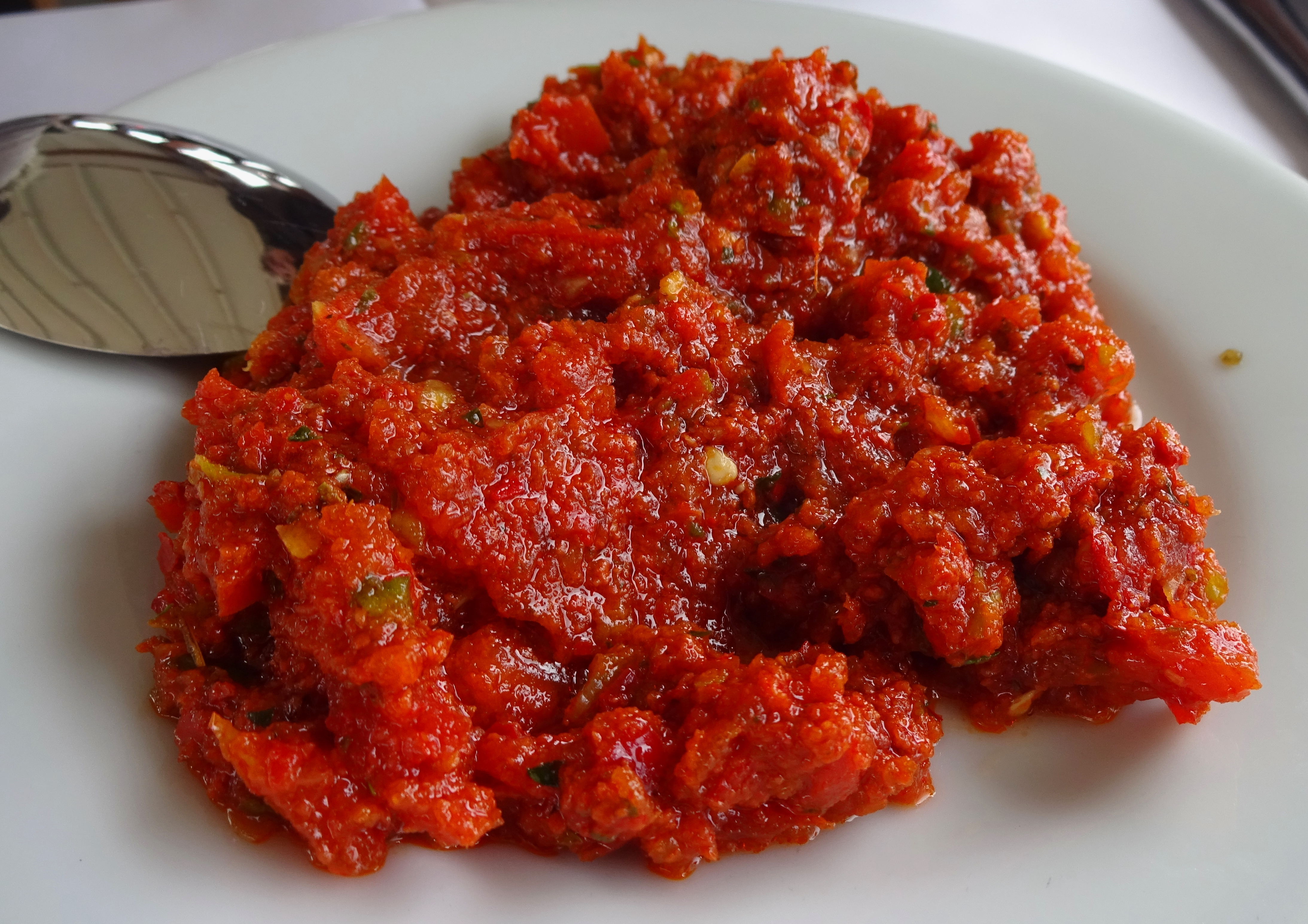
에즈메 (터키)
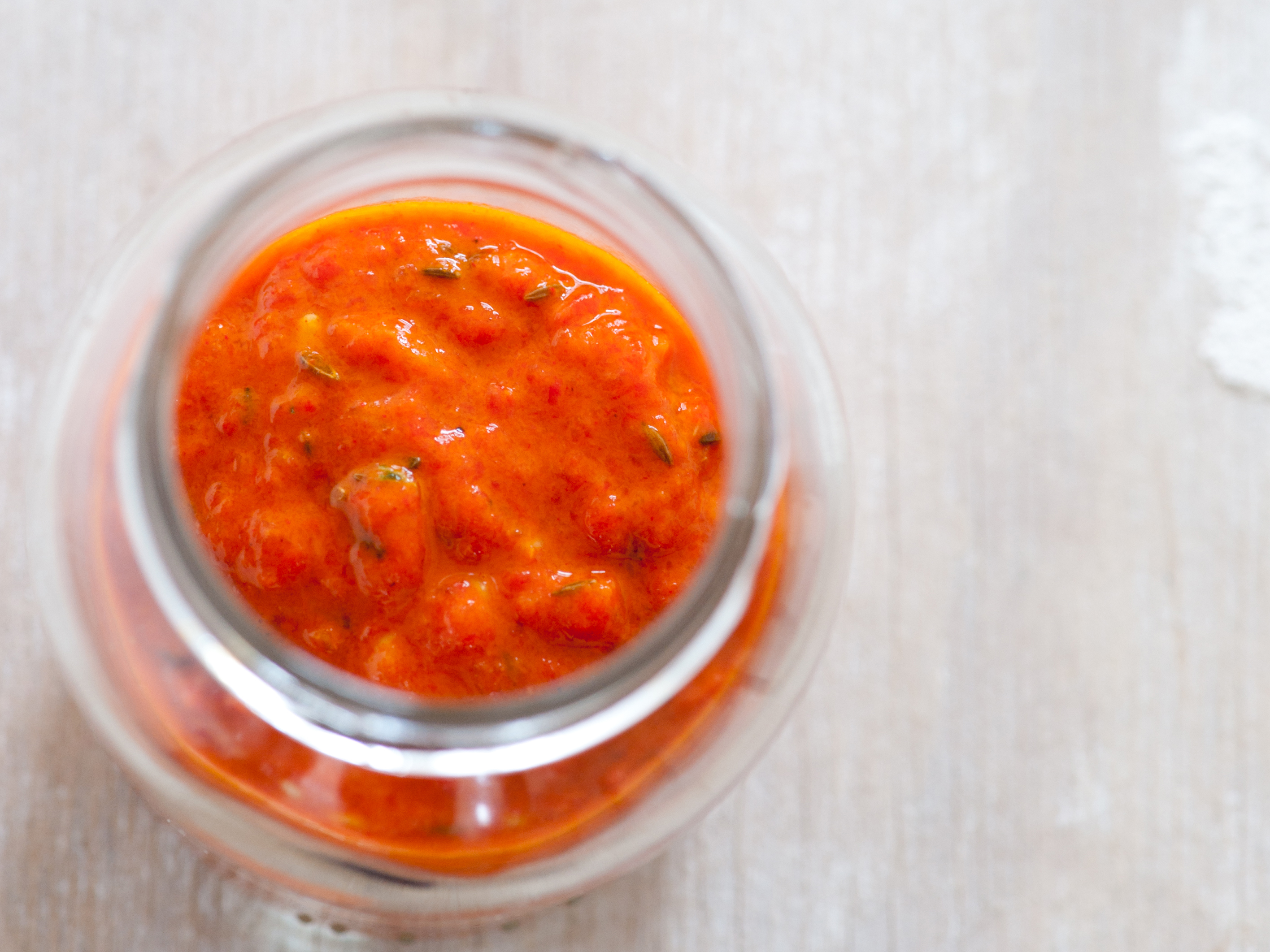
하리사 (마그레브)

### 유럽

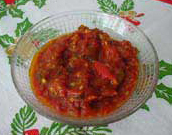
류테니차 (발칸반도)
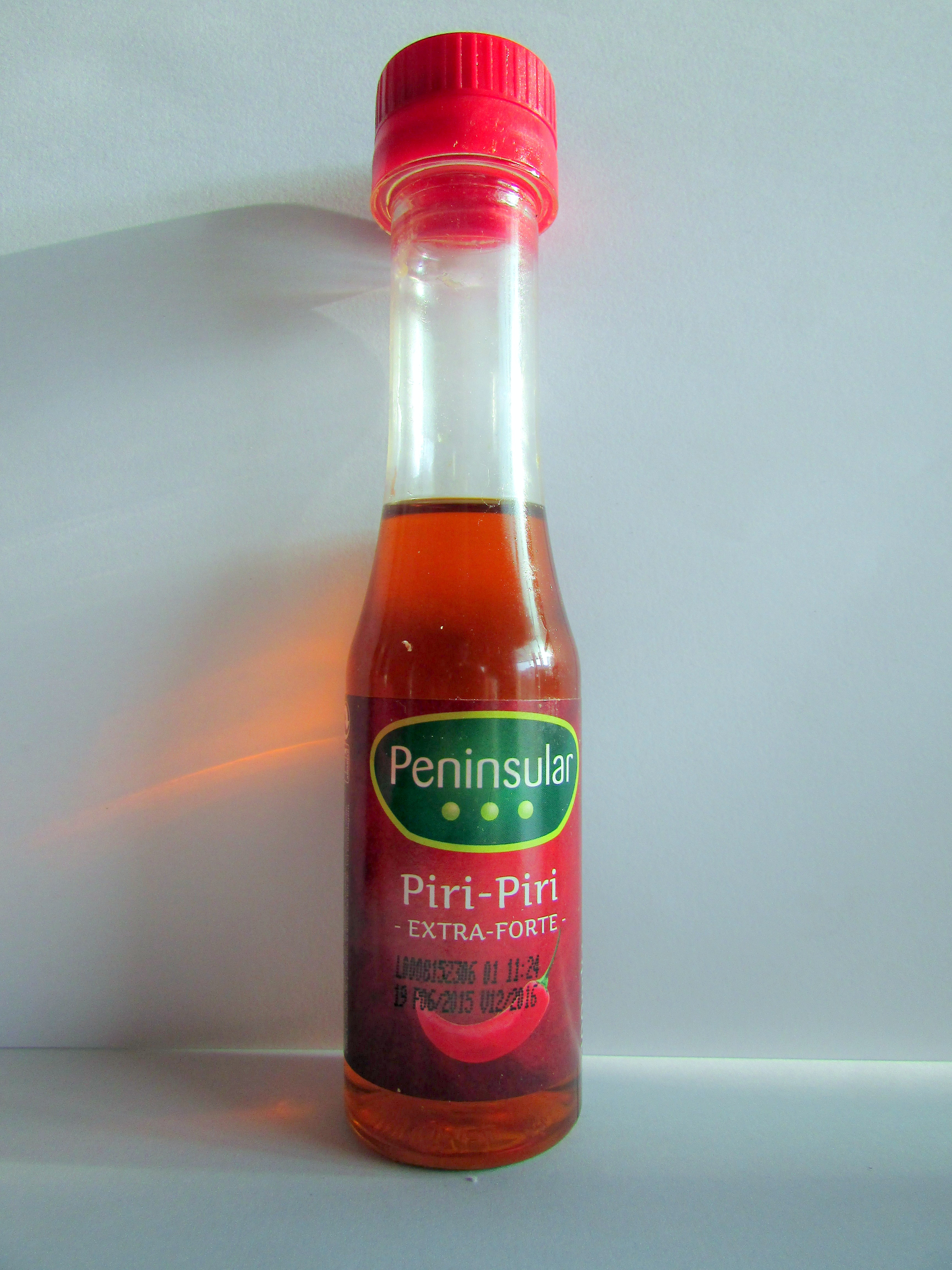
몰류 드 피리피리 (포르투갈)
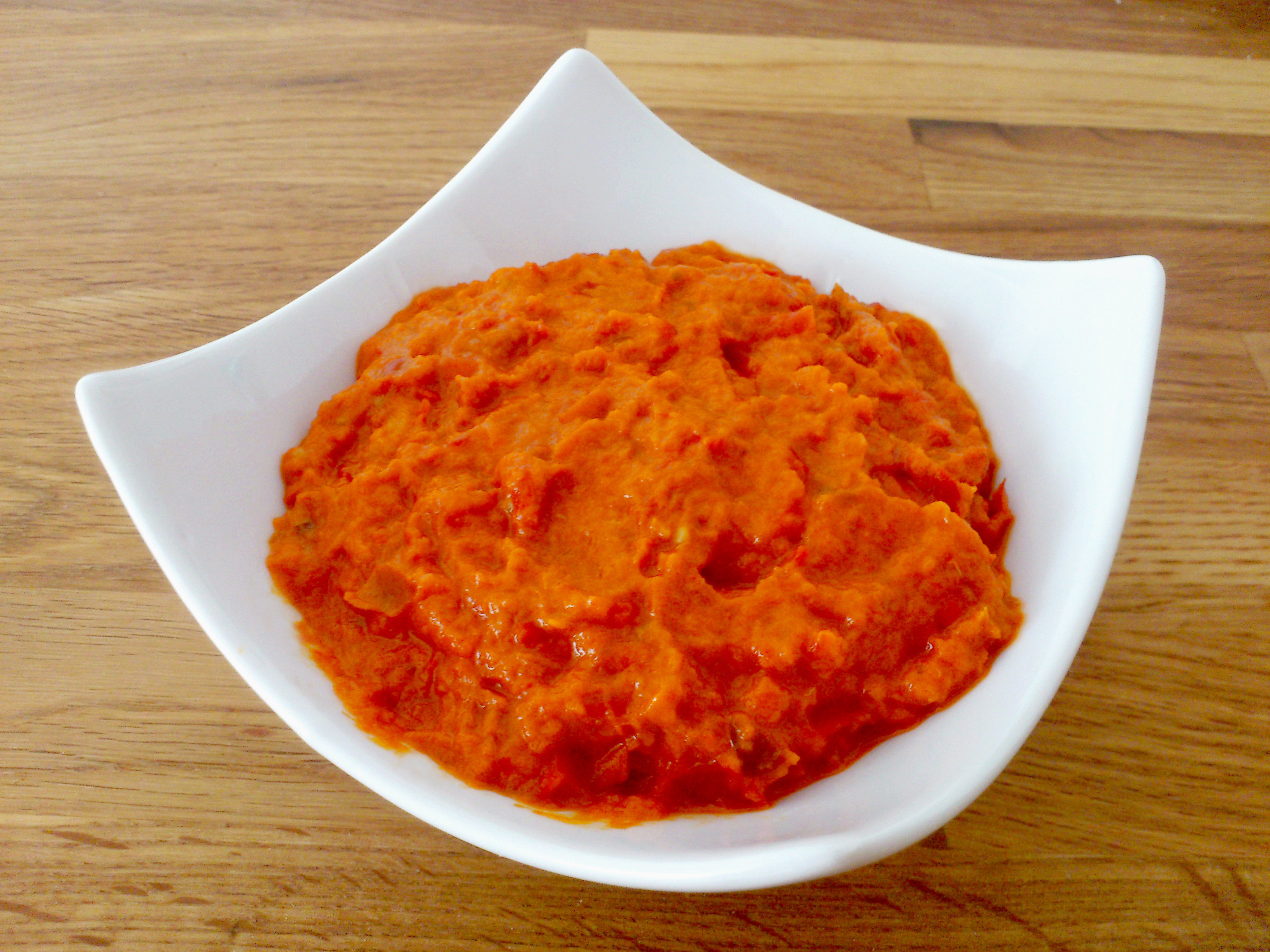
아이바르 (발칸반도)
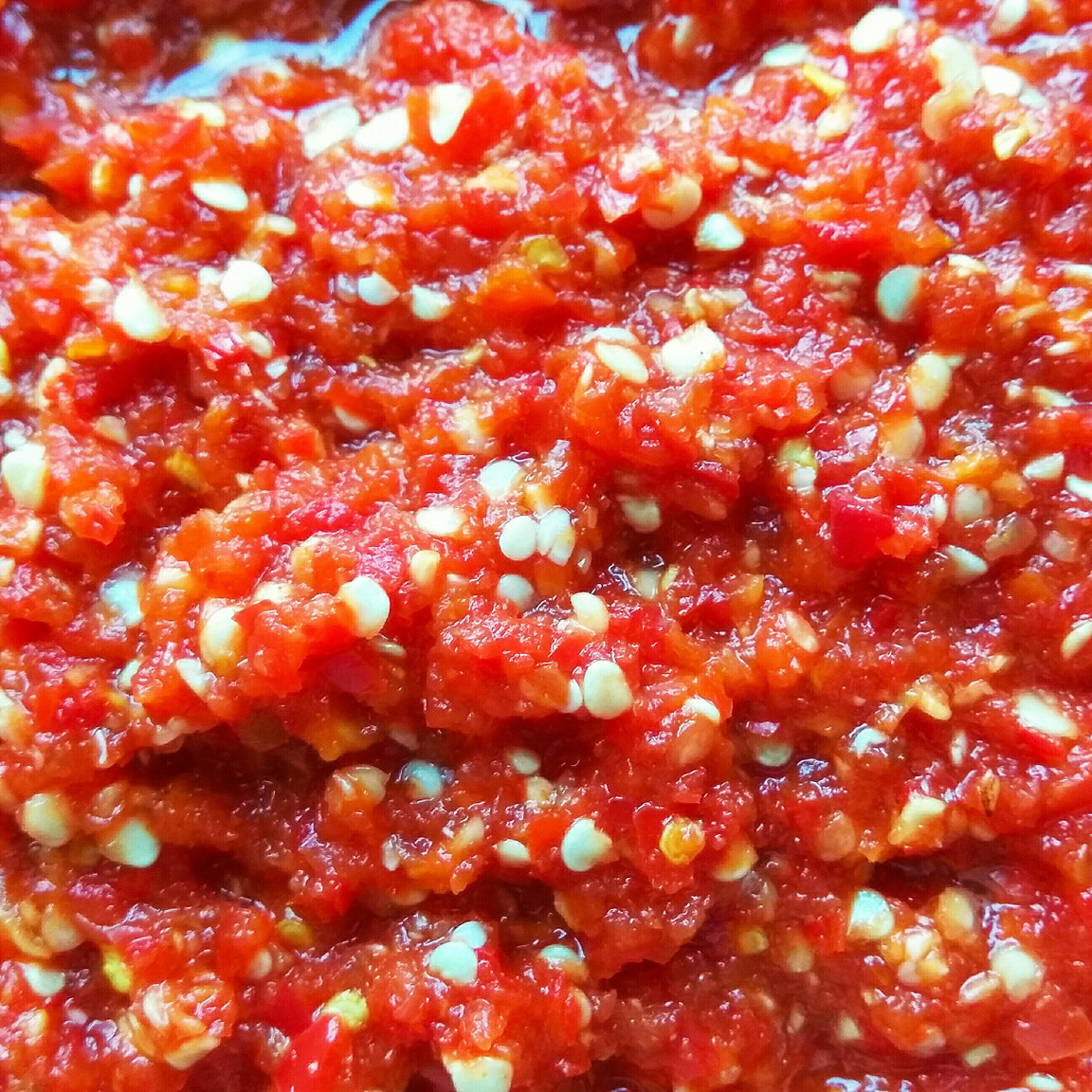
에뢰시 피슈터 (헝가리)
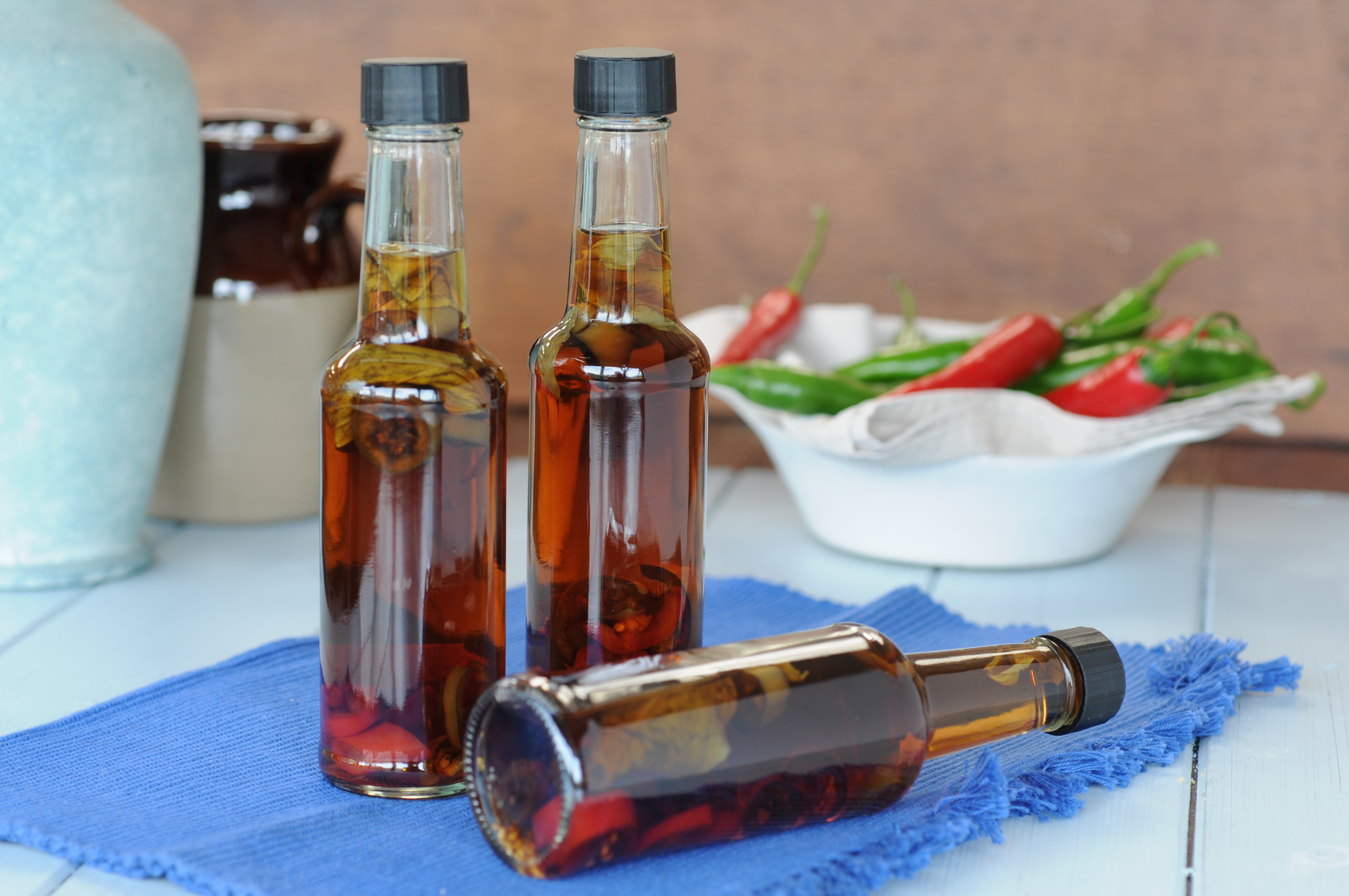
칠리 비니거 (영국)
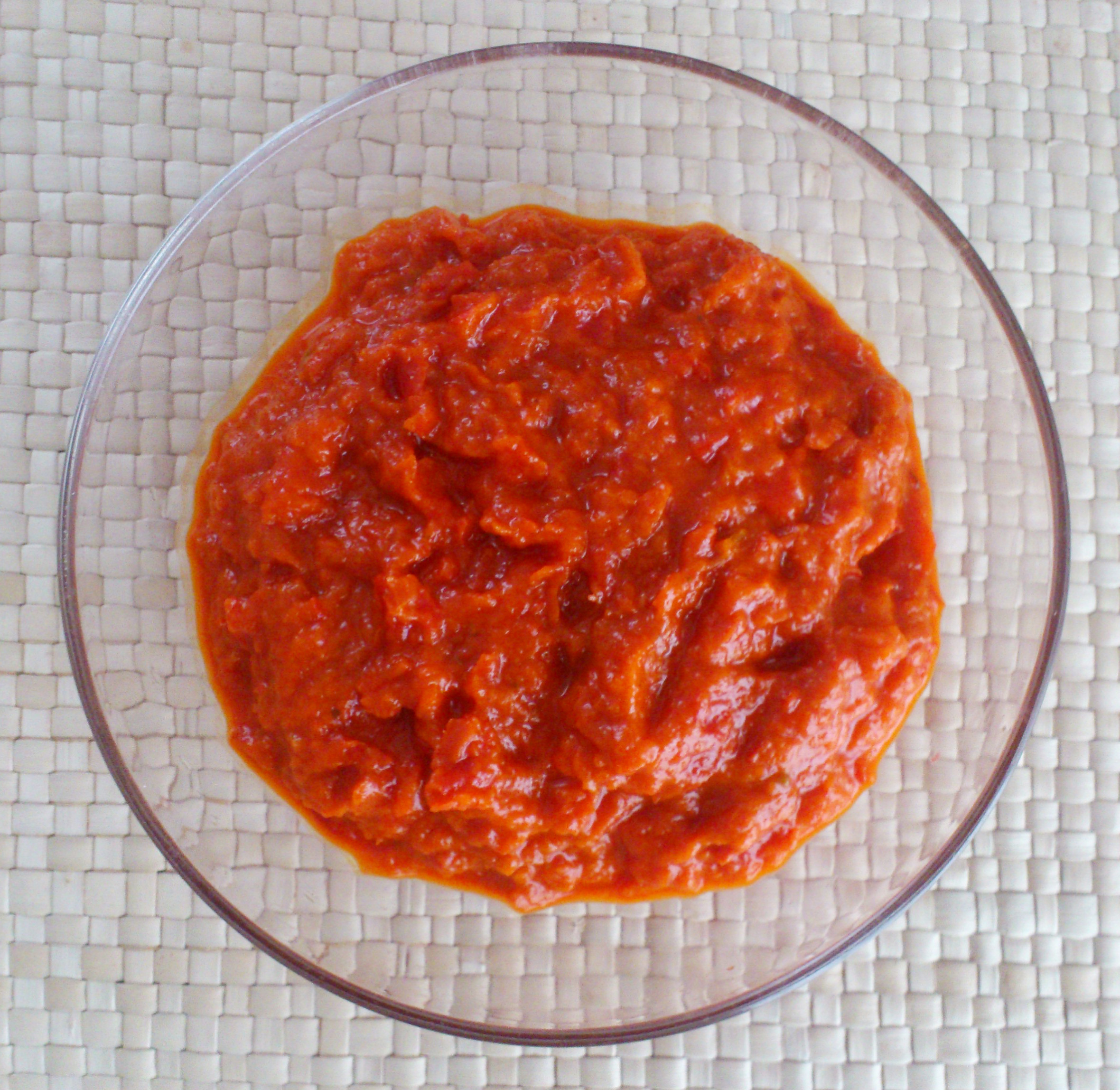
핀주르 (발칸반도)

### 아프리카

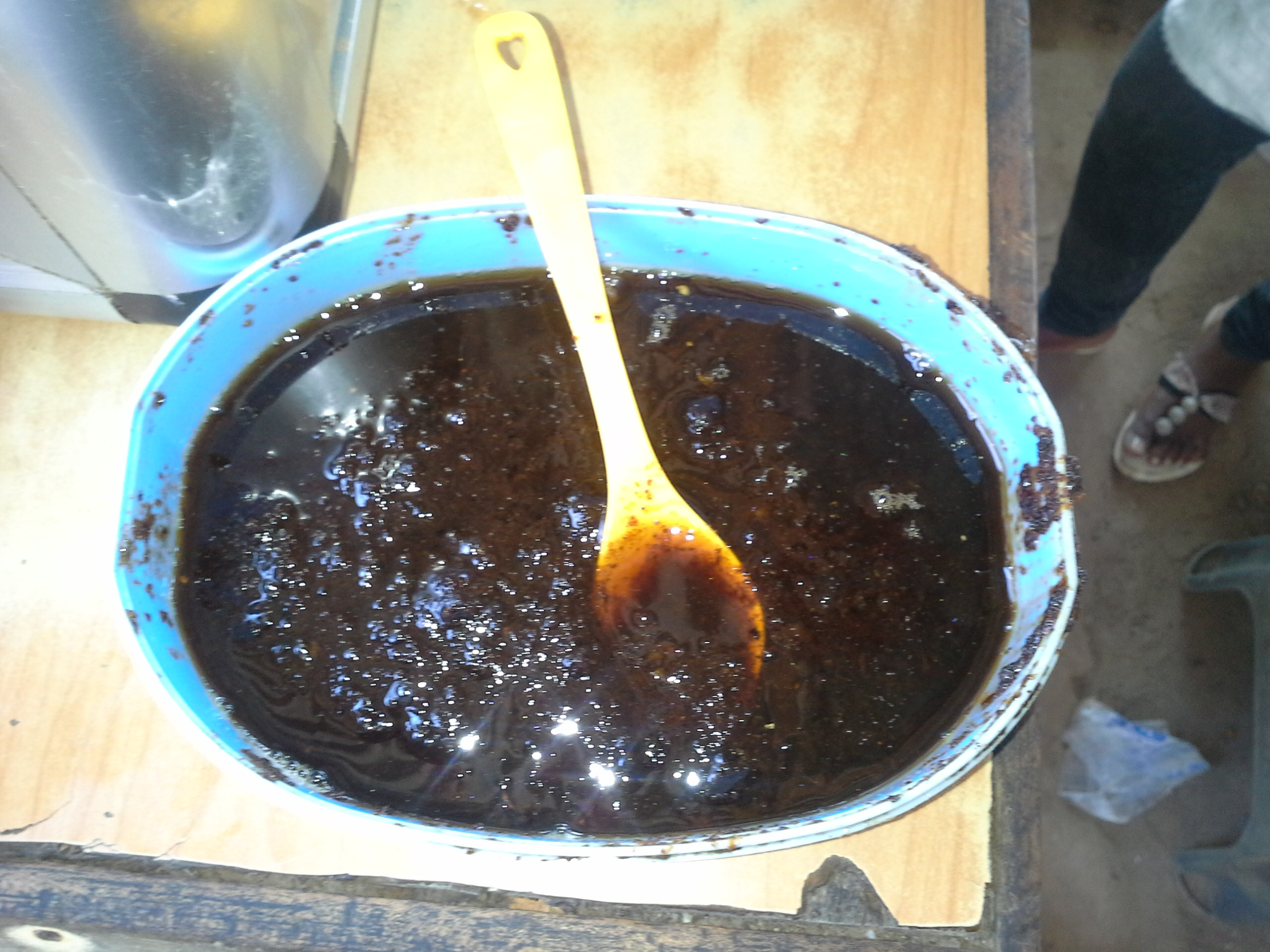
시토 (가나)

### 북아메리카·중앙아메리카·카리브

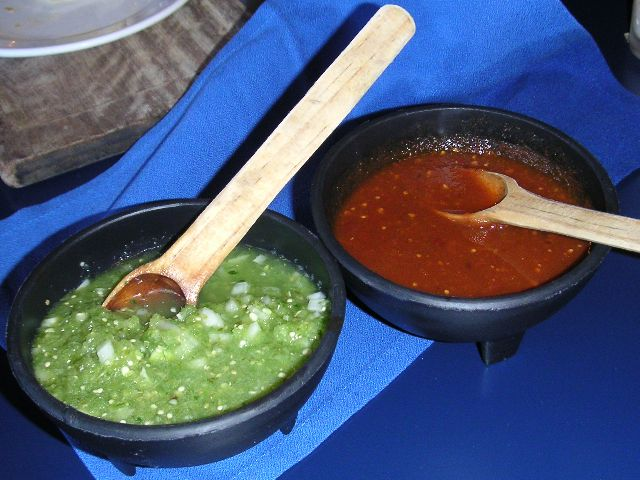
살사 (멕시코)
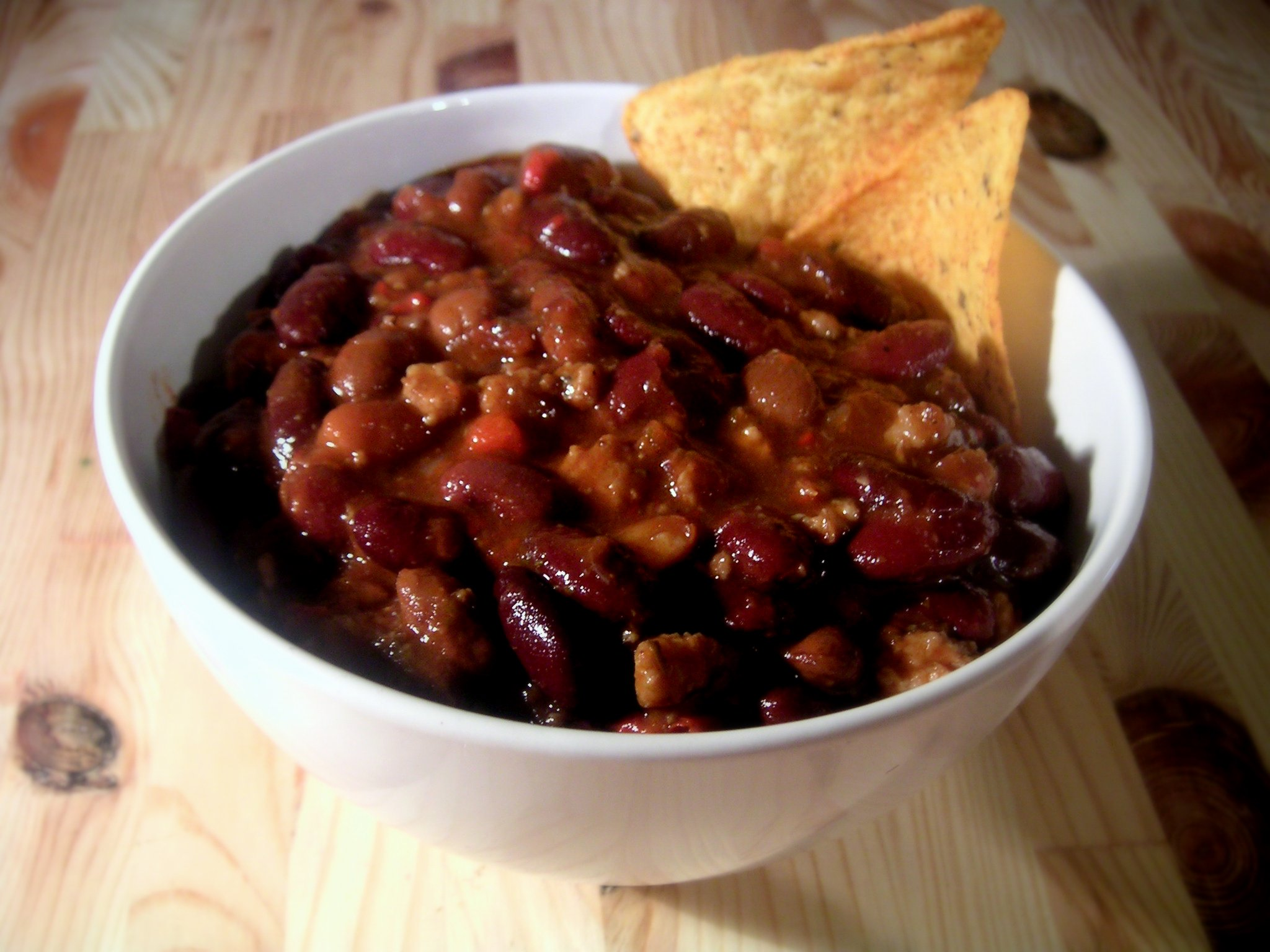
칠리 (미국)
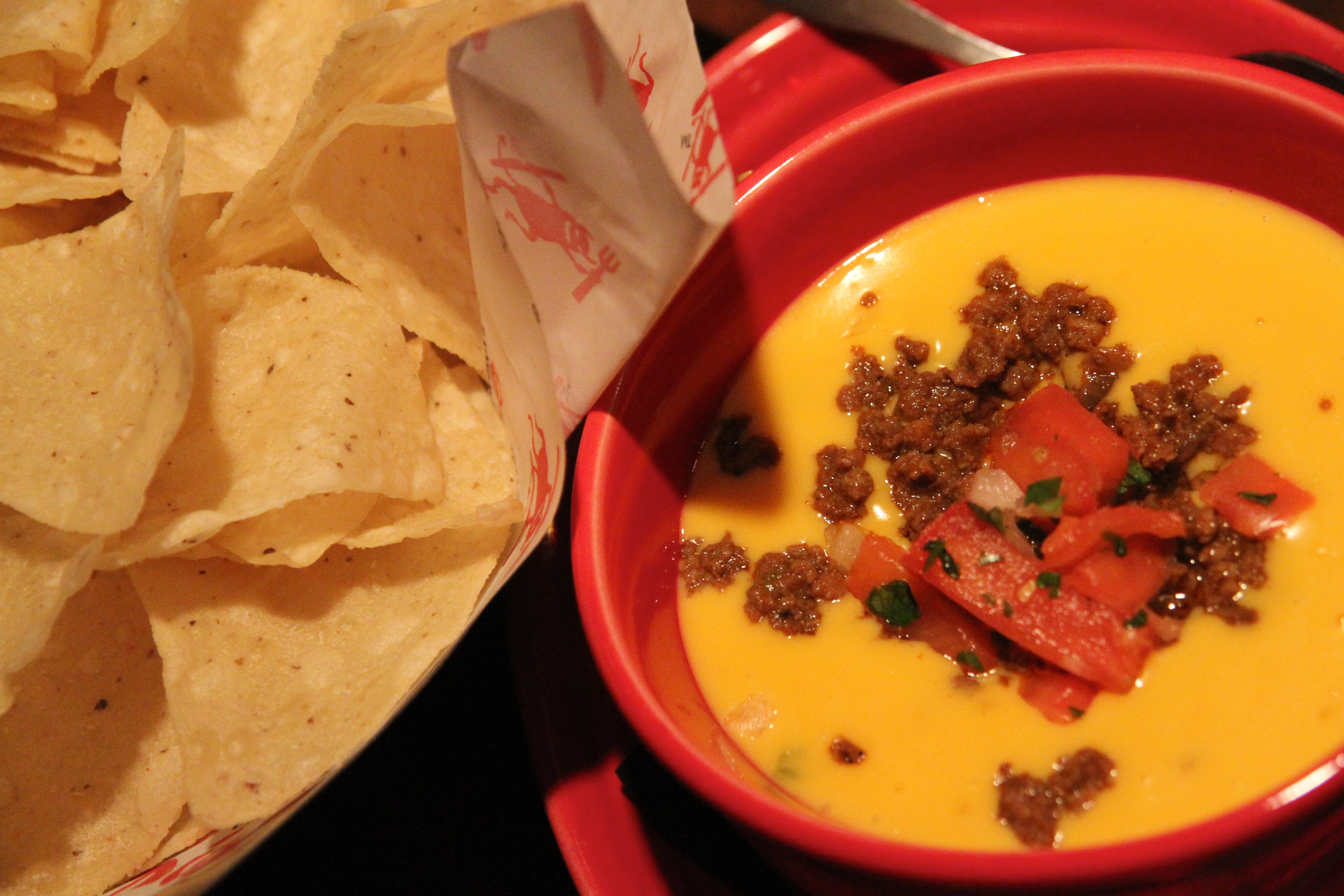
칠리 콘 케소 (미국)
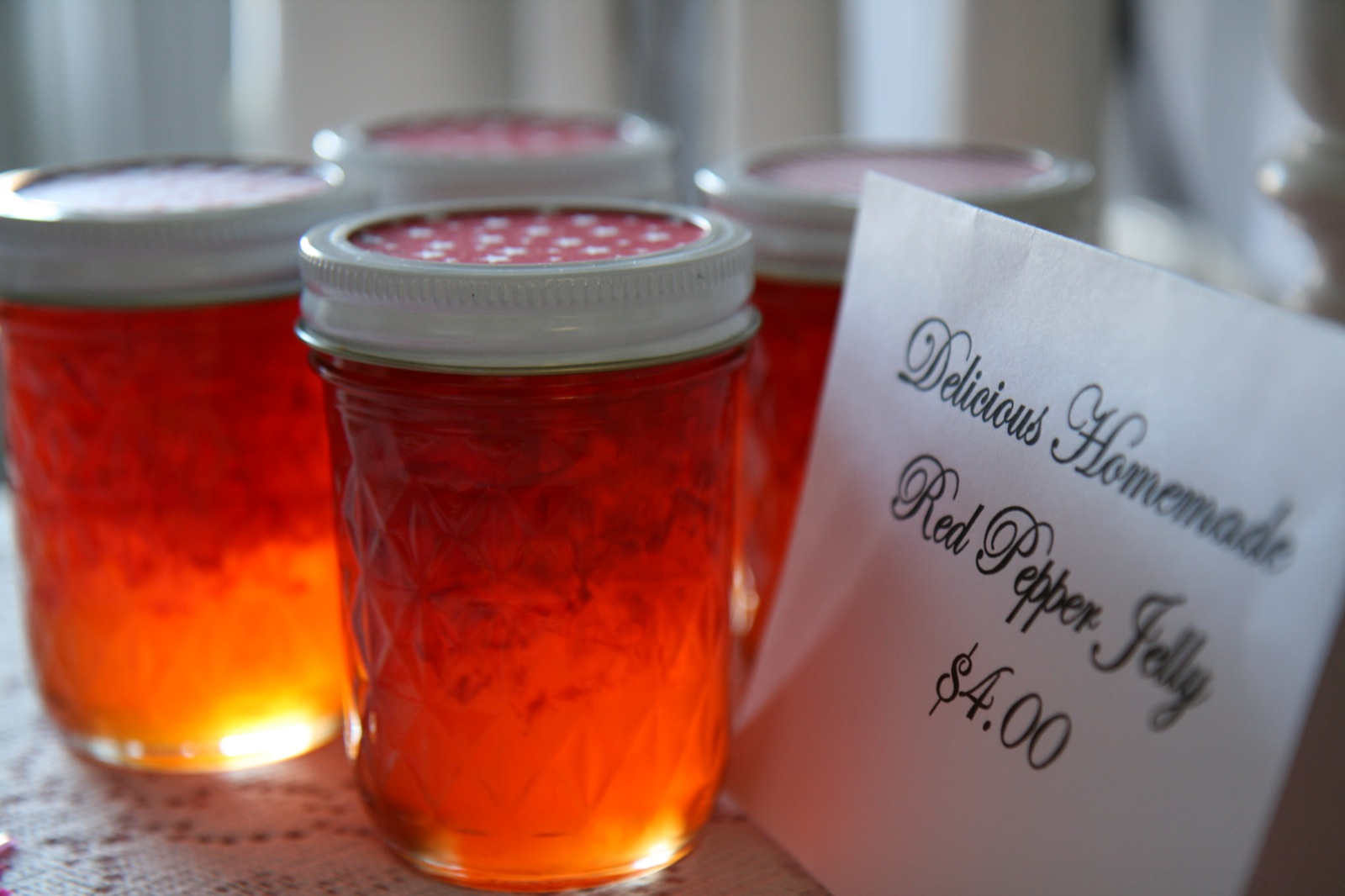
페퍼 젤리 (미국)
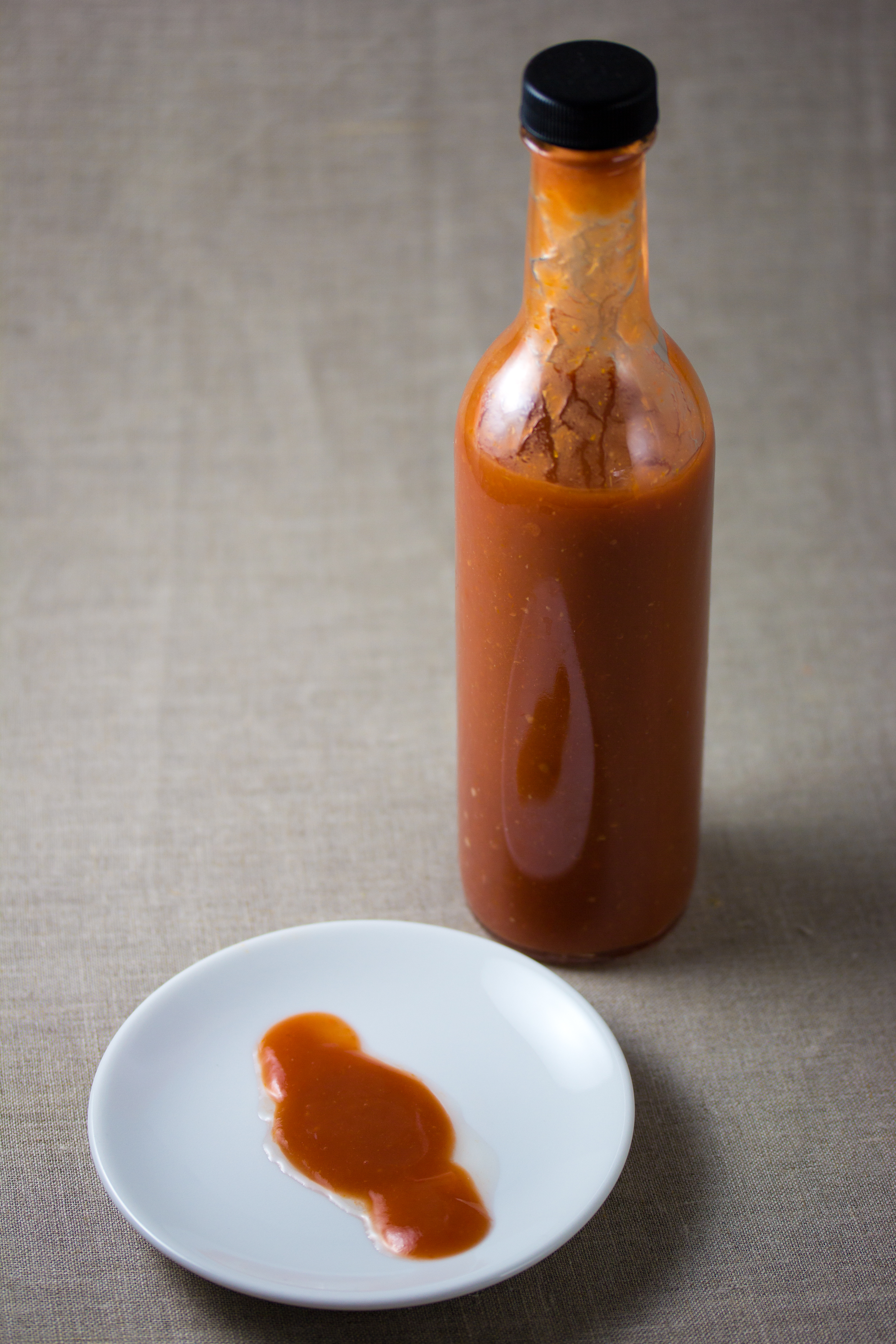
핫소스 (아메리카)

### 남아메리카

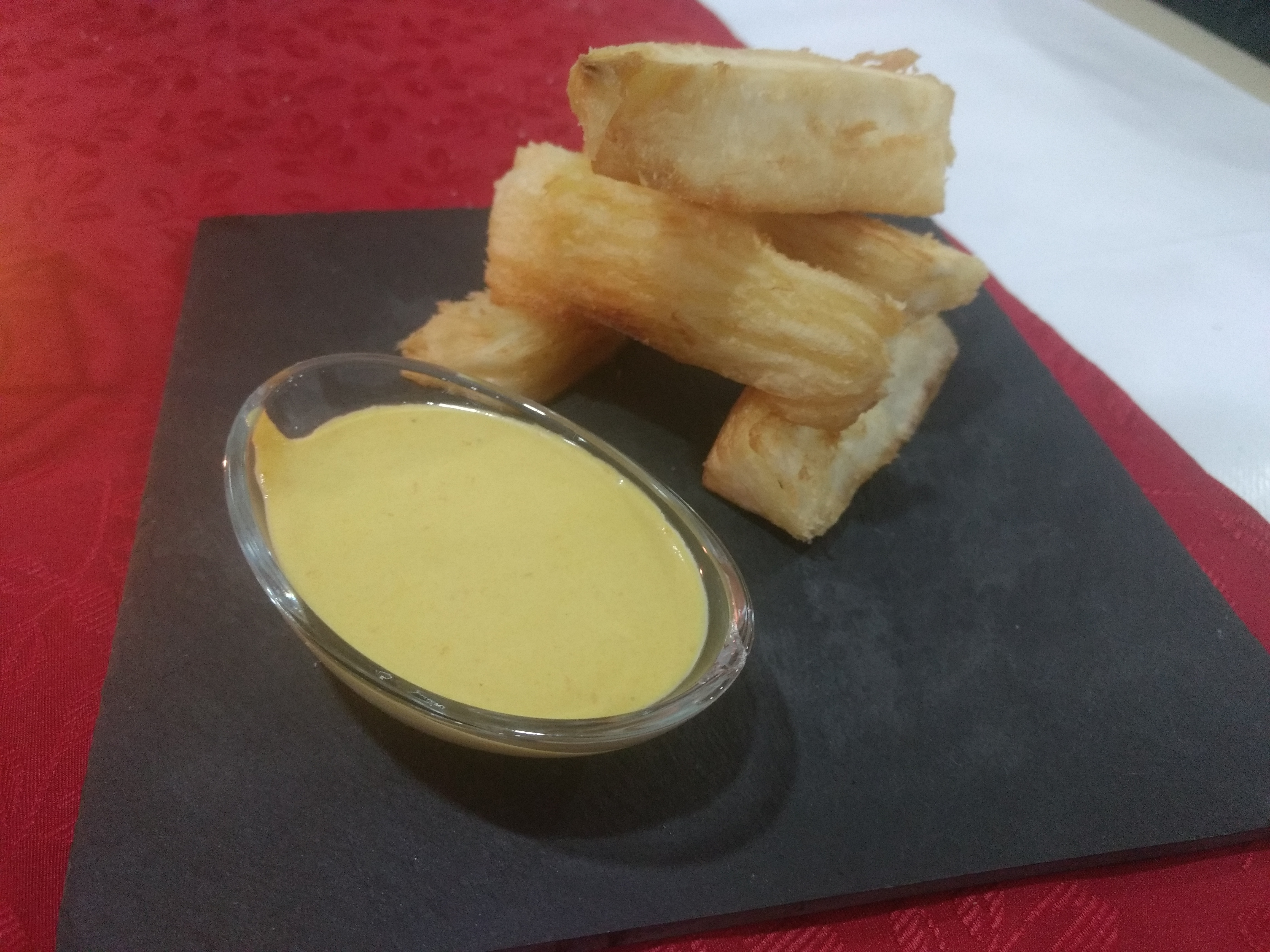
살사 우앙카이나 (페루)
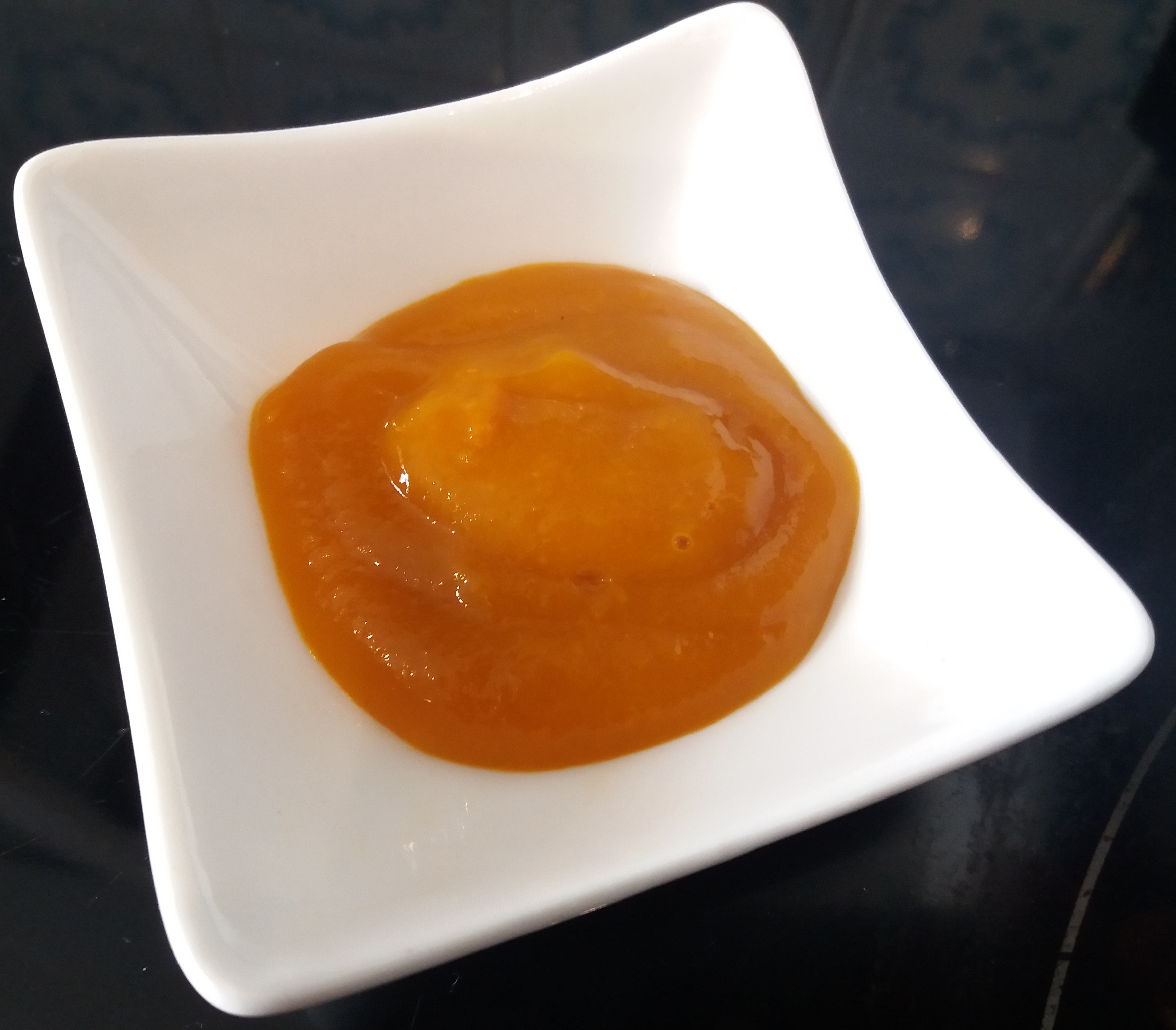
아히 (안데스)
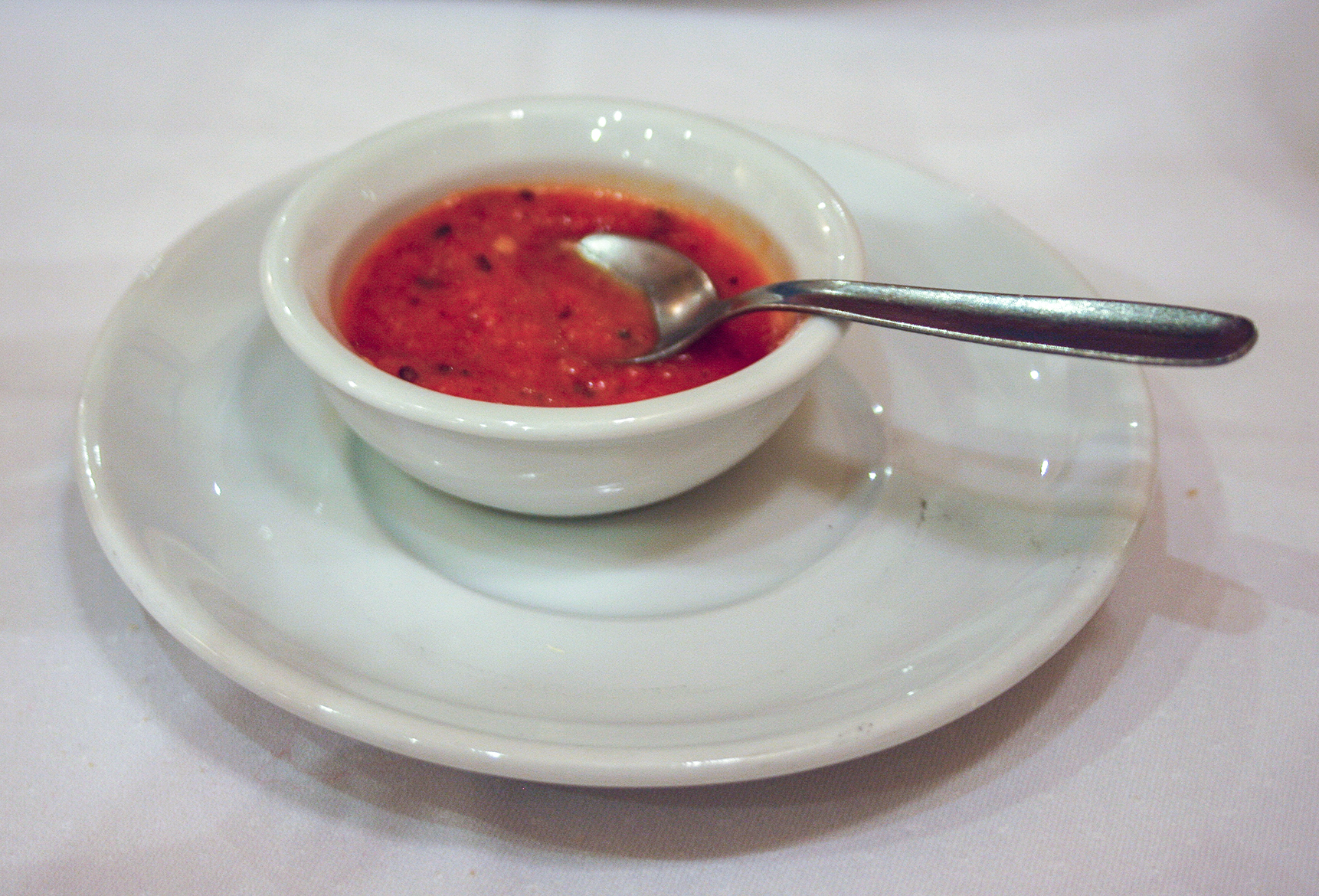
야후아 (볼리비아)
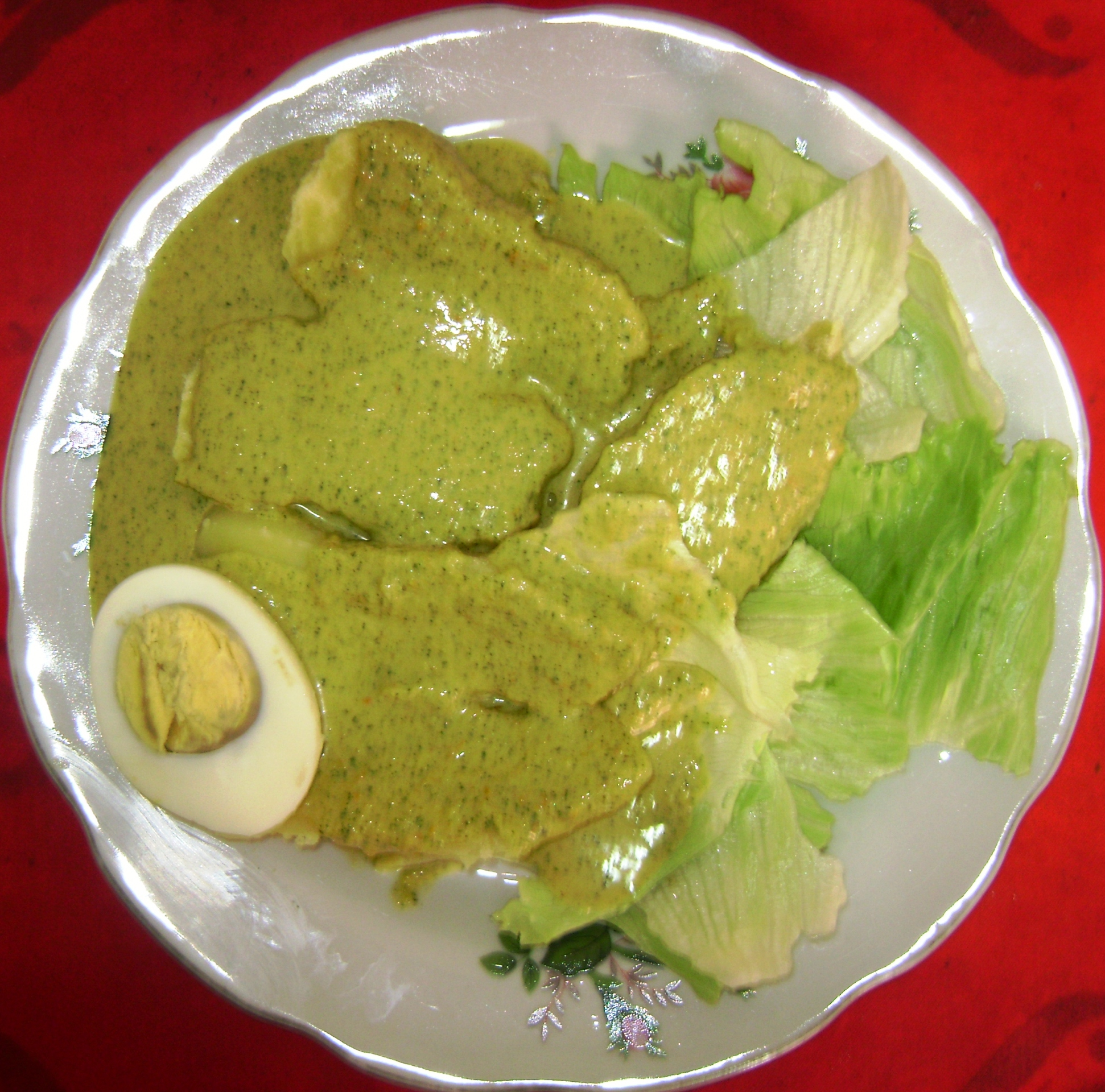
오코파 (페루)

## 같이 보기
- 단고추 페이스트